# Turquía
Turquía (en turco: Türkiye), en lenguaje formal conocida como República de Turquía, es un país transcontinental, con la mayor parte de su territorio situado en Asia Occidental y una menor (al oeste del mar de Mármara) en Europa Oriental, extendiéndose por toda la península de Anatolia y en Tracia Oriental por la zona de los Balcanes.
Limita al noreste con Georgia, al este con Armenia, Irán y Azerbaiyán, al norte con el mar Negro, al noroeste con Bulgaria y Grecia, al oeste con las islas griegas del mar Egeo, al sur con las aguas chipriotas del mar Mediterráneo y con Siria, y al sureste con Irak. La separación entre Anatolia y Tracia está formada por el mar de Mármara y los estrechos de Turquía (el Bósforo y los Dardanelos), que sirven para delimitar la frontera entre Asia y Europa, por lo que se considera a Turquía como transcontinental.
Debido a su posición estratégica, ubicándose entre Europa y Asia así como entre tres mares, Turquía ha sido una encrucijada histórica entre las culturas y civilizaciones orientales y occidentales. Su territorio ha albergado varias grandes civilizaciones —hititas, frigios, lidios, urartianos, cimerios, asirios, persas, griegos, romanos, armenios, kurdos, selyúcidas, otomanos— y ha sido lugar de encuentro entre las culturas de Oriente y Occidente a lo largo de la historia, a veces en convivencia y en ocasiones por medio de enfrentamientos bélicos. La ubicación de la moderna Turquía entre la Unión Europea al oeste, Asia Central hacia el este, Rusia y los países de la antigua Unión Soviética en su frontera norte y el Oriente Próximo en el sur, acentúa su importancia estratégica.
Turquía es una república democrática, secular, unitaria y constitucional, cuyo sistema político fue establecido en 1923 bajo el liderazgo de Mustafa Kemal Atatürk, el más destacado miembro del Movimiento Nacional turco, tras la caída del Imperio otomano y la ocupación de Constantinopla, como consecuencia de la Primera Guerra Mundial, ante la perspectiva de la partición del Imperio otomano. Desde entonces, Turquía se ha relacionado cada vez más con Occidente por medio de la afiliación a organizaciones como el Consejo de Europa (1949), la OTAN (1952), la OCDE (1961), la OSCE (1973) y el G-20 (1999)
Turquía comenzó las negociaciones para su adhesión plena a la Unión Europea en 2005, después de haber sido miembro asociado de dicha organización desde 1963, y contar con un acuerdo de unión aduanera en 1995. Mientras tanto, el país ha seguido fomentando estrechas relaciones internacionales, especialmente con los otros países túrquicos de Asia Occidental y Central (Azerbaiyán, Kazajistán, Kirguistán, Tayikistán, Turkmenistán y Uzbekistán). En términos de producto interior bruto, su economía está situada en el puesto 19.º del mundo según el Banco Mundial (2021). Por su ubicación estratégica está clasificada como potencia regional por varios analistas.

## Toponimia
En español, el nombre del país es Turquía, (en turco: Türkiye, pronunciado /ˈtyɾcije/) y el nombre oficial es República de Turquía (en turco: Türkiye Cumhuriyeti, pronunciado /ˈtyɾcije dʒumˈhuːɾijeti/ (escucharⓘ).
El primer uso del término /türk/ o /türük/ figura en las inscripciones de Orjón de Asia Central. El vocablo /türk/ significa ‘fuerte’ en turco antiguo y por lo general designa a los habitantes de Turquía o un miembro de los pueblos turcos, mientras que el posterior /tu-kin/ fue empleado por los chinos para designar a las personas que vivían al sur del Macizo de Altái ya en 177 a. C. En cuanto al sufijo /-iye/ (derivado del sufijo árabe /‑iyya/, denota una relación de «propiedad» o «pertenencia», al igual que el griego medieval /-ία/ (/Tουρκία/) y el latino medieval /-ia/ (/Turchia/).
En diciembre de 2021, el presidente Recep Tayyip Erdoğan emitió una circular instando a etiquetar las exportaciones como Made in Türkiye («Fabricado en Turquía»). La circular también indicaba que, con el fin de fortalecer la marca «Türkiye», se mostraría una mayor sensibilidad en el uso de la denominación «Türkiye» en toda clase de actividades y correspondencias frente a exónimos tales como «Turkey», «Turkei», «Turquie», etc. El motivo alegado en la circular fue que la denominación «Türkiye» «representa y expresa de la mejor manera la cultura, la civilización y los valores de la nación turca». De acuerdo con la emisora estatal turca en inglés TRT World, también se pretende evitar una asociación peyorativa entre el país y el ave conocida en español como pavo, cuyos nombres se escriben igual en inglés salvo por la mayúscula inicial. Posteriormente, se informó de que el nombre estaba en proceso de registro ante las Naciones Unidas. La ONU oficializó el cambio a finales de mayo de 2022, de manera que desde entonces la denominación oficial del país, tal como figura en distintas fuentes de las Naciones Unidas, es «Türkiye» o «República de Türkiye».

## Historia

### Prehistoria y Edad Antigua de Anatolia

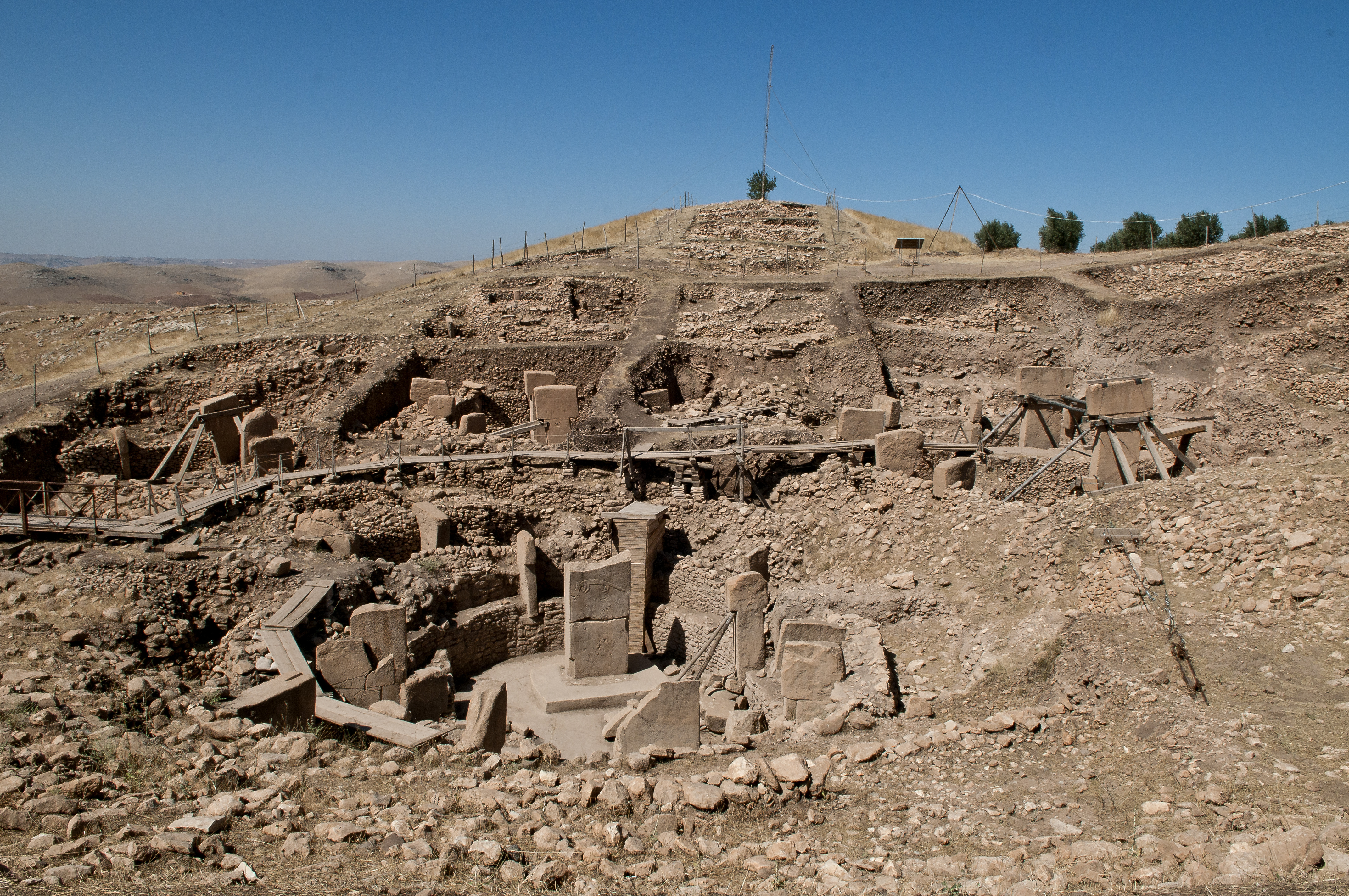
Göbekli Tepe es el lugar de culto religioso más antiguo del mundo descubierto hasta ahora. Fue levantado 11 500 años atrás, antes de que comenzara el Sedentarismo (prehistoria).

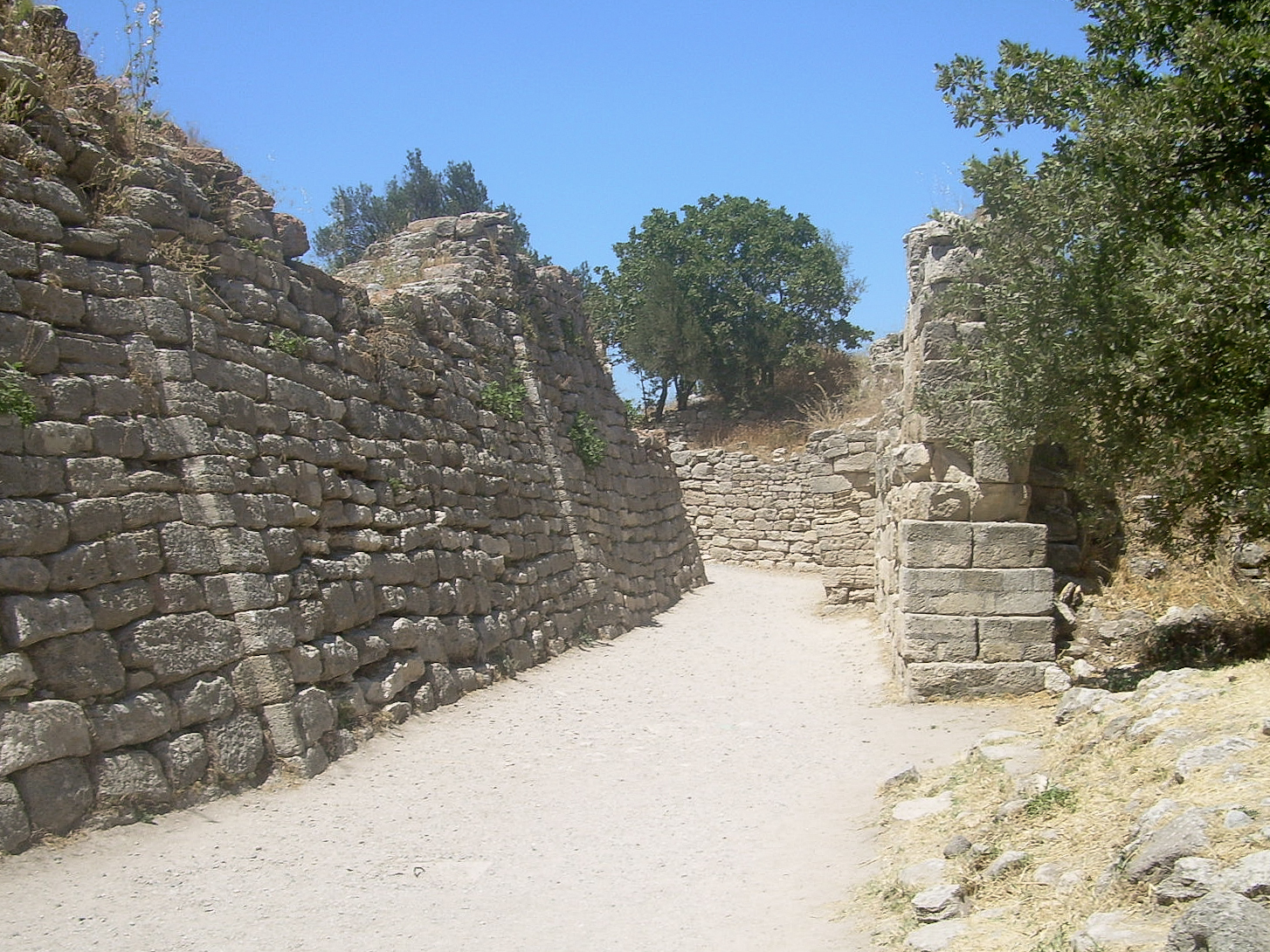
Murallas de la ciudad de Troya VII, donde se postula se libró la guerra de Troya (c. 1200 a. C.).

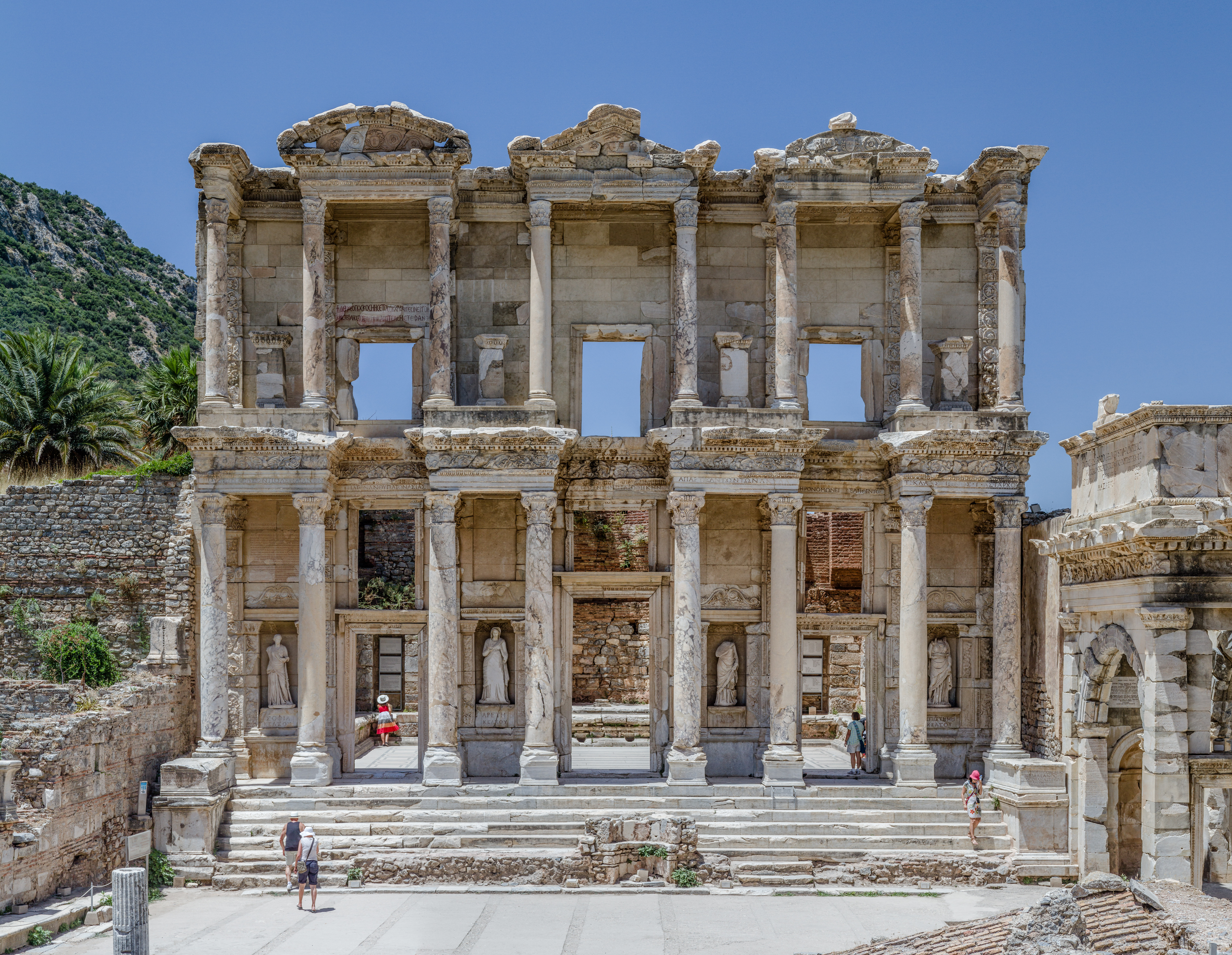
Éfeso fue una antigua ciudad griega cerca de Esmirna.

Anatolia (en turco: Anadolu), también conocida como Asia Menor y que comprende la mayor parte de la Turquía moderna, es una de las regiones habitadas continuamente más antiguas del mundo debido a su ubicación en la posición entre Asia y Europa. Los primeros asentamientos neolíticos como Çatalhöyük, Hacilar, Göbekli Tepe, Nevali Cori, Çayönü y Mersin se consideran unos de los primeros asentamientos humanos en el mundo. El asentamiento de Troya comienza en el Neolítico y continúa en la Edad del Hierro. Durante la historia, lenguas indoeuropeas, semíticas, así como otras de filiación incierta han intervenido en Anatolia. De hecho, dada la antigüedad de los idiomas indoeuropeos hitita y luvita, algunos estudiosos han propuesto a Anatolia como el hipotético centro a partir del cual se han irradiado las lenguas indoeuropeas.
El primer gran imperio en la zona fue el de los hititas, entre los siglos XVII y XII a. C. Posteriormente, los frigios, un pueblo indoeuropeo, logró establecer un reino destruido por los cimerios en el siglo VII a. C. Los sucesores más poderosos de los frigios fueron los estados de Jonia, Lidia, Caria, Cilicia y Licia. Los lidios y los licios hablaban idiomas que eran fundamentalmente indoeuropeos, pero ambos idiomas adquirieron elementos hititas y helénicos.
Alrededor del 1200 a. C., la costa occidental de Anatolia fue poblada por los griegos. Toda la zona fue conquistada por el Imperio persa durante los siglos VI y V a. C. y más tarde por Alejandro Magno en el 334 a. C. Anatolia fue posteriormente dividida en una serie de pequeños reinos helenísticos (incluyendo Bitinia, Capadocia, Pérgamo, Ponto) y Galacia (una antigua región en el centro de Anatolia donde se asentaron algunas tribus de origen galo a principios del siglo III a. C.), todos los cuales pasaron al dominio de Roma a mediados de siglo I a. C.
El gobierno de Roma en Anatolia fue pacífico debido a la pronta integración de sus habitantes en el sistema imperial. Gran parte del territorio formó parte de la provincia de Asia. Desde el reinado de Augusto, Anatolia disfrutó de una paz relativa que le permitió crecer como región. Se construyeron carreteras para conectar las ciudades más grandes con el fin de mejorar el comercio y el transporte, y la abundancia de altos rendimientos en actividades agrícolas generó más dinero para las clases dominantes, pero también artesanos y campesinos se beneficiaron de la Pax Romana. En la región nacieron y se formaron se produjeron algunos de los hombres científicos más respetados de ese período: el filósofo Dion de Bitinia, el médico Galeno de Pérgamo y los historiadores Memnon de Heraclea y Dion Cassio de Nicea.
A mediados del siglo III, este sistema integrado fue amenazado por un nuevo enemigo, los godos. Ante la resistencia romana en Europa central, los godos encontraron que Anatolia era irresistible debido a su riqueza y al deterioro de sus defensas. Usando una flota capturada de barcos del Bósforo y botes de fondo plano para cruzar el Mar Negro, navegaron en 256 alrededor de las costas orientales y desembarcaron en la ciudad costera de Trebisonda. Lo que siguió fue una gran vergüenza para Pontus: la riqueza de la ciudad se fugó, se confiscó una mayor cantidad de barcos y entraron al interior sin mucho que los hiciera retroceder. Una segunda invasión de Anatolia a través de Bitinia trajo aún más terror tierra adentro y destrucción sin sentido. Los godos entraron en Calcedonia y la usaron como base para expandir sus operaciones, saqueando a su vez Nicomedia, Prusa, Apamea, Cius y Niza. Solo el cambio de clima durante una temporada de otoño impidió que hicieran más daño a los que estaban fuera del reino de la provincia. Los godos lograron un tercer ataque no solo en la costa del oeste de Anatolia, sino también en Grecia e Italia. A pesar de que los romanos bajo su emperador Valeriano finalmente los rechazaron, eso no impidió que los godos destruyeran primero el Templo de Diana en Éfeso y la ciudad misma en 263.

### Edad Media
En el año 330, el emperador Constantino I convirtió a Bizancio en la nueva capital del Imperio romano. La ciudad fue refundada como Constantinopla y sería, más de 1000 años después, apodada como Estambul —del griego στην Πόλιv [sten pólis] (‘en la ciudad’ o ‘en la ciudad’)— por los turcos. Tras la muerte de Teodosio I en 395 y la división permanente del Imperio entre sus dos hijos, la ciudad se convirtió en la capital del Imperio romano de Oriente, o Imperio bizantino, que gobernó la mayor parte del territorio de la actual Turquía hasta la Baja Edad Media. Las frecuentes guerras con el Imperio sasánida, una continuación de las guerras romano-persas de siglos de duración, tuvieron lugar en varias partes de la actual Turquía hasta el siglo VII, cuando empezó la expansión musulmana.

### Imperio selyúcida

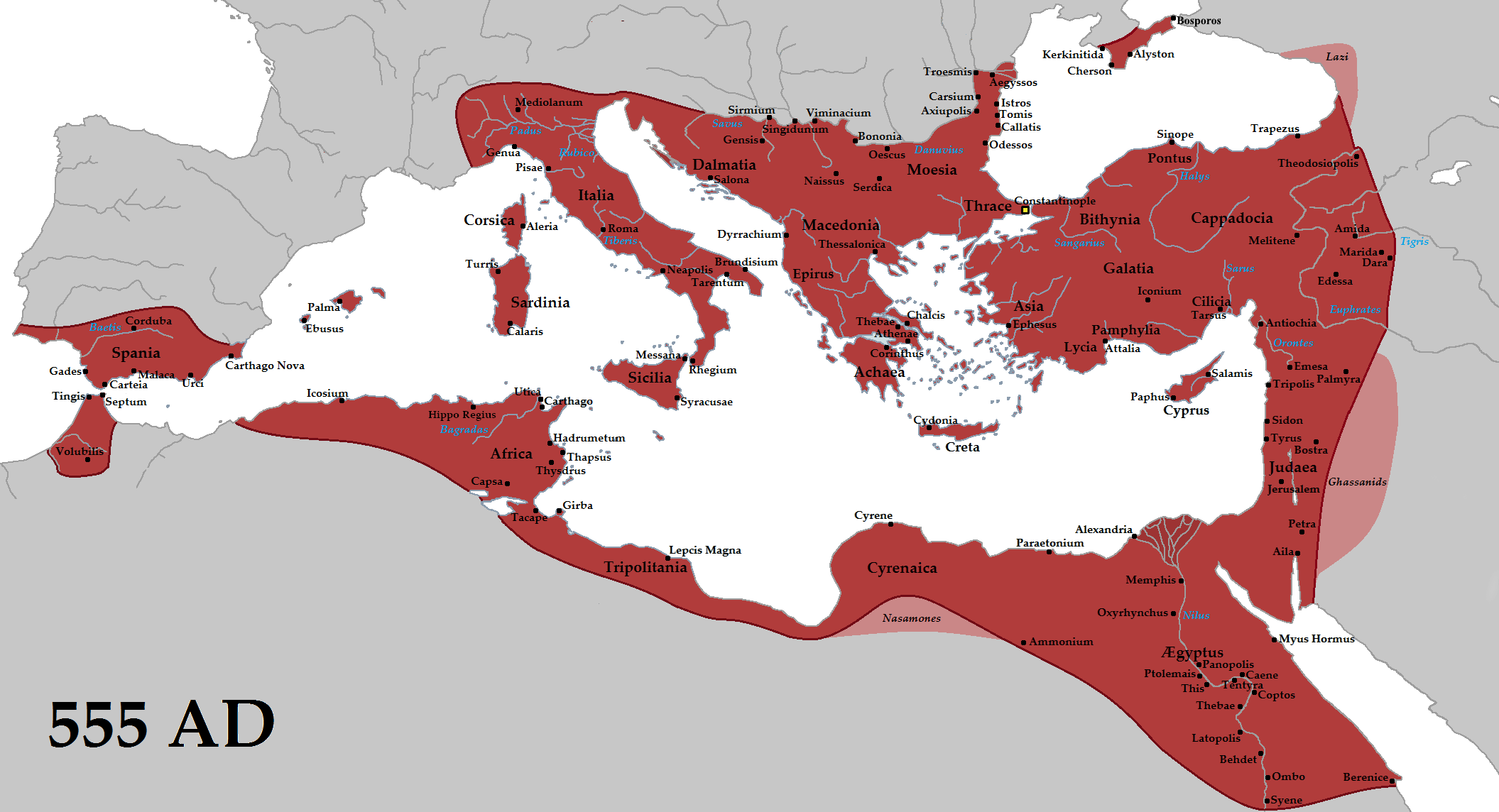
El Imperio bizantino es también conocido como el Imperio romano de Oriente. Su capital se encontraba en Constantinopla, actual Estambul.

Los turcos eran un pueblo nómada, formado por grandes tribus (como los oguz, los kipchak y los cumanos), que habitaba en las estepas de Asia central donde anteriormente habían fundado varios reinos potentes como el de los hunos, los gokturks, el Kaganato uigur y los gaznavíes sucesivamente entre los siglos IV y X. En el siglo IX algunas tribus turcas establecieron contactos diplomáticos y de comercio por primera vez con las tribus árabes que habitaban en Oriente Próximo. Influenciados por los árabes, los turcos abandonaron el chamanismo y el tengrianismo que venían practicando desde hacía siglos y se convirtieron al islam. Hacia el año 1037 se estableció el Imperio selyúcida, el primer gran imperio turco luego de convertirse al islam. Este inicialmente abarcó los territorios que hoy son Turkmenistán, Afganistán, Irán, e Irak. En 1071 tuvo lugar la decisiva batalla de Manzikert entre los selyúcidas y el Imperio bizantino. Como resultado de este combate, los turcos pasaron a dominar grandes territorios al este y sudeste de Anatolia. Esta batalla se considera por los historiadores como el principio del fin del Imperio bizantino. El avance turco motivó a los bizantinos a pedir la ayuda de los reinos occidentales, dando inicio a las cruzadas. Sin embargo, estas hicieron poco o nada para detener su expansión. Para mediados del siglo XIII los turcos ya dominaban la mayor parte de Anatolia. Sin embargo, su avance se estancó como resultado las invasiones mongolas de Anatolia, tras las cuales la región se fragmentó.

### Imperio otomano

Mapa del Imperio otomano (Osmanlı İmparatorluğu, 1299–1922) hacia fines del.

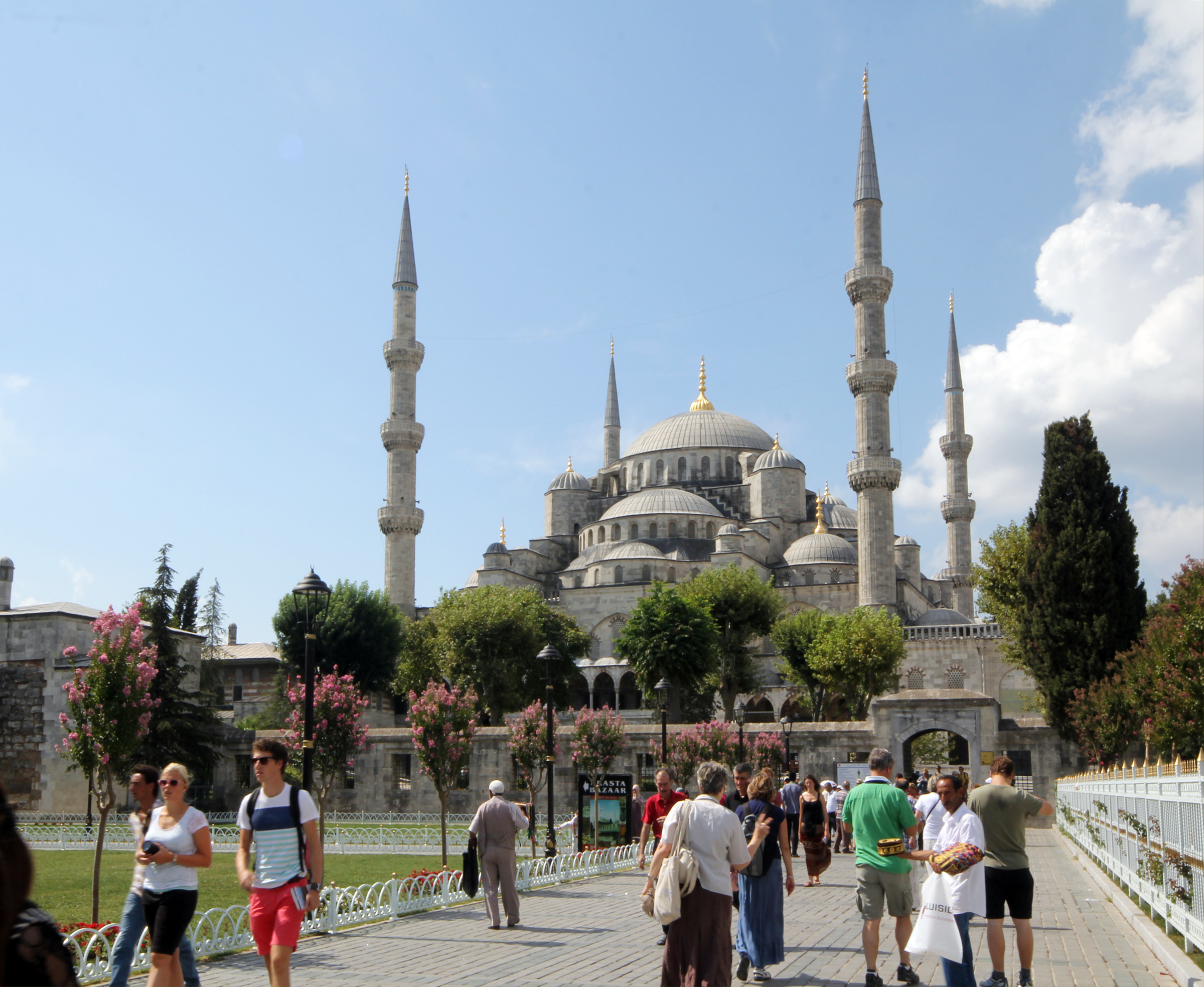
Exterior de la Mezquita Azul.

El Estado otomano, comúnmente llamado Imperio otomano, fue una potencia imperial turca, ubicada en su mayor parte alrededor de la ribera del Mar Mediterráneo, y cuya existencia temporal abarcó el periodo entre 1299 y 1922. Los otomanos eran los sucesores de los selyúcidas y en el cénit de su poder, en el siglo XVII, controlaron toda Anatolia, Oriente Próximo (Siria, Irak, Jordania, Líbano, Israel, Palestina y Kuwait), las zonas costeras de la península arábiga, extensiones del Norte de África (territorios que hoy son Sudán, Eritrea, Yibuti, Egipto, Libia, Túnez y Argelia), la mayor parte de los territorios enclavados en la franja que va desde el sudeste de Europa (los Balcanes, Albania, Grecia, Macedonia, Bosnia y Herzegovina, Croacia, Bulgaria, Rumania, Hungría, Serbia, Ucrania) al Cáucaso (territorios que hoy son Georgia, Azerbaiyán y Armenia) en el norte. Esto comprendía un área de aproximadamente seis millones de kilómetros cuadrados, aunque la mayor parte estaba bajo control indirecto del gobierno central. Las posesiones del Imperio se hallaban situadas entre Oriente y Occidente por lo que a lo largo de su historia de más de seis siglos sus relaciones internacionales estuvieron influenciadas por ello. En 1453, los otomanos conquistaron Constantinopla poniendo fin a más de diez siglos de existencia del Imperio bizantino. A partir de ese momento, Constantinopla pasó a ser como Estambul y se convirtió en la capital del Imperio otomano. La conquista de Constantinopla por los turcos se considera históricamente como el acontecimiento que finalizó la Edad Media. En su momento de máxima expansión, los otomanos llegaron a sitiar en dos ocasiones, en 1529 y 1683, la ciudad de Viena durante varios meses pero finalmente se retiraron sin poder lograr conquistarla debido especialmente al gran apoyo militar brindado en la defensa de la ciudad por parte de los grandes reinos cristianos de Europa como Alemania, España y Polonia. A partir del siglo XVI, los sultanes otomanos también adquirieron el título de califa. Los otomanos gobernaron Europa del Este, África del Norte y Oriente Medio. Los otomanos incluso tuvieron influencia en el Sureste de Asia ya que los otomanos enviaron soldados a su vasallo más distante, el Sultanato de Aceh en Sumatra en Indonesia. Sus fuerzas en Aceh se opusieron a los portugueses que habían cruzado los océanos Atlántico e Índico invadiendo el Sultanato de Malaca y los españoles que habían cruzado desde América e invadido anteriormente musulmana Manila en Filipinas, ya que estas potencias ibéricas libraron una guerra mundial contra el califato otomano conocida como las Guerras habsburgo-otomanas.
El Palacio de Topkapi y el Palacio de Dolmabahçe fueron las residencias reales de los sultanes del Imperio otomano entre 1465-1856 y 1856-1922.

### República

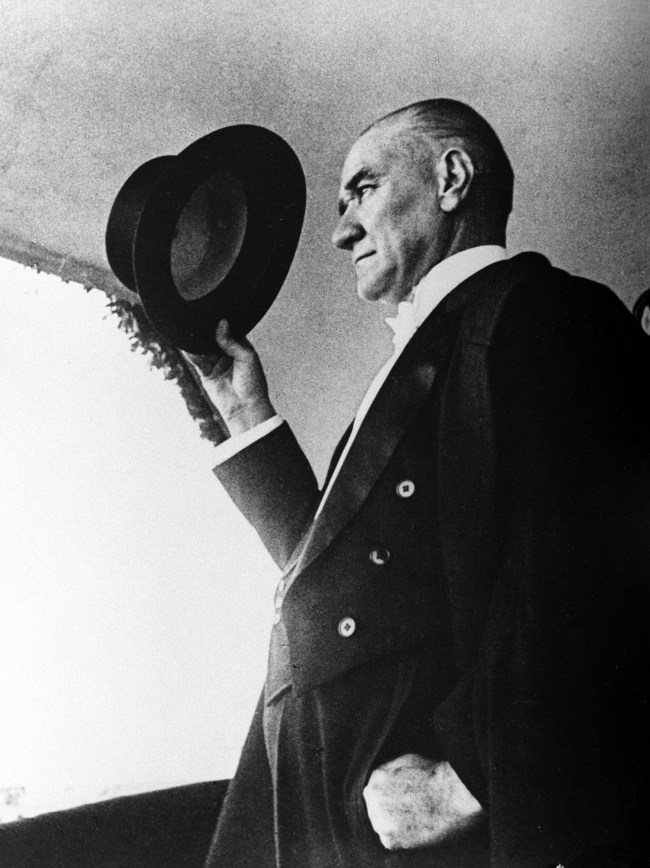
Mustafa Kemal Atatürk, fundador y primer presidente de la República de Turquía.

El Imperio otomano participó en la Primera Guerra Mundial junto a Alemania, el Imperio austro-húngaro y Bulgaria. En 1918 la guerra terminó con la derrota de este bloque contra los Aliados (Reino Unido, Francia, Rusia, Italia y, más tarde, Estados Unidos). La posterior ocupación de Estambul, Esmirna, Antalya y otras zonas de Anatolia por los Aliados, forzando así al sultán Mehmet VI a firmar el Tratado de Sèvres confirmando la rendición y la repartición del Imperio otomano entre los Aliados, impulsó la creación del Movimiento Nacional Turco. Bajo el liderazgo de Mustafa Kemal Atatürk, el más destacado miembro del Movimiento Nacional turco, un comandante militar que se distinguió durante la batalla de Galípoli, la guerra de Independencia turca se libró con el objetivo de revocar los términos del Tratado de Sèvres. El 18 de septiembre de 1922, los ejércitos de ocupación fueron rechazados y el país vio el nacimiento del nuevo Estado turco. El 1 de noviembre, el recién fundado parlamento abolió oficialmente el Sultanato, poniendo fin a 623 años de dominio otomano. El Tratado de Lausana de 1923 llevó al reconocimiento internacional de la soberanía de la recién formada «República de Turquía» y la República fue proclamada oficialmente el 29 de octubre de 1923, en la nueva capital de Ankara.

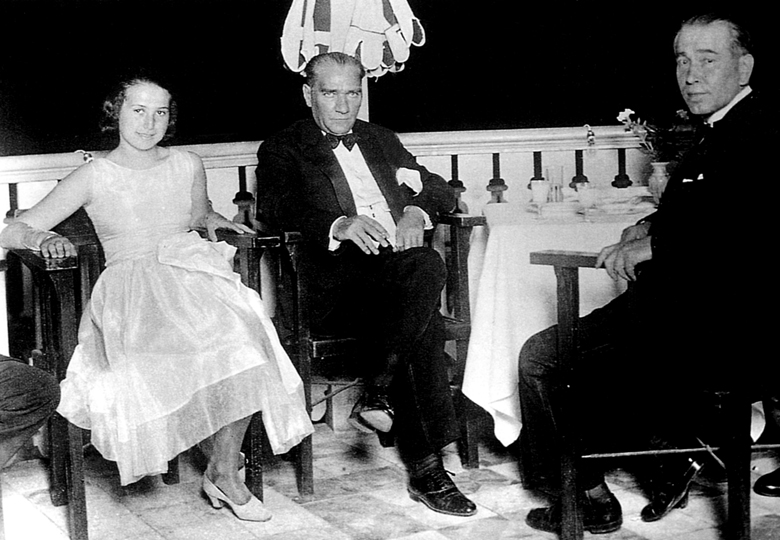
Atatürk (centro) con el líder del Partido Republicano Liberal Ali Fethi Okyar (derecha) y la hija de Okyar (izquierda) en 1930.

Mustafa Kemal se convirtió en el primer presidente de la república y, posteriormente, introdujo muchas reformas radicales con el objetivo de fundar una nueva república laica sobre los restos de su pasado otomano. De acuerdo con la Ley de Nombres de Familia, el Parlamento turco otorgó a Mustafa Kemal el honorífico nombre de «Atatürk» (Padre de los turcos) en 1934.

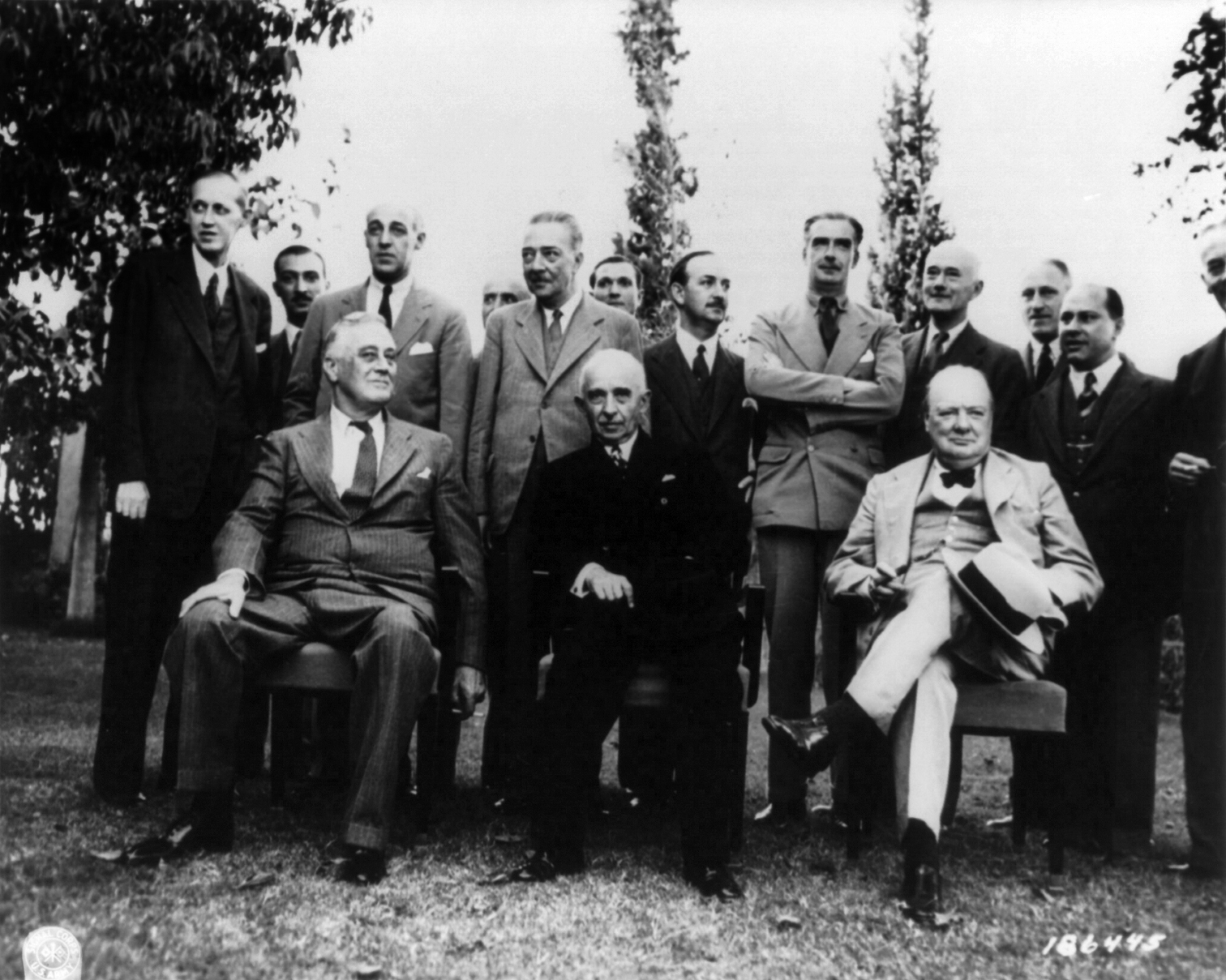
Roosevelt (izquierda), İnönü (centro) y Churchill (derecha) durante la Segunda Conferencia de El Cairo del 4 al 6 de diciembre de 1943.

Turquía entró en la Segunda Guerra Mundial del lado de los Aliados el 23 de febrero de 1945, como un gesto ceremonial y se convirtió en un miembro de la Carta de las Naciones Unidas en 1945. Las dificultades de Grecia después de la guerra debido a la guerra civil que estalló por el alzamiento de la antigua resistencia comunista, junto con demandas de la Unión Soviética de bases militares en los estrechos de Turquía, condujo a Estados Unidos a declarar la Doctrina Truman en 1947. La doctrina enunciaba las intenciones estadounidenses de garantizar la seguridad de Turquía y Grecia, y dio como resultado la ayuda militar a gran escala.
Después de participar con las fuerzas de las Naciones Unidas en el conflicto de Corea, Turquía se sumó a la OTAN en 1952, convirtiéndose en un baluarte contra la expansión soviética en el Mediterráneo. Tras una década de violencia intercomunal (entre turcochipriotas y grecochipriotas) en la isla de Chipre y el pronunciamiento de julio de 1974, Turquía intervino militarmente en la isla (1974). Nueve años más tarde fue establecida la República Turca del Norte de Chipre, reconocida solo por Turquía.
Tras el final del período de partido único (el CHP fundado por Mustafá Kemal Atatürk) en 1945, el período comprendido entre los años 1960 y 1980 fue particularmente marcado por períodos de inestabilidad política que desembocó en una serie de golpes militares. La liberalización de la economía turca que se inició en la década de 1980 cambió el paisaje del país, con sucesivos períodos de alto crecimiento y la crisis de la década siguiente.
El 15 de julio de 2016 se intenta un golpe de Estado por parte de una facción del ejército contra el presidente Erdoğan. El golpe fue rechazado gracias al apoyo de ciudadanos que salieron a las calles en defensa de Erdoğan y a la mayor parte del ejército que se mantuvo fiel al gobierno y al presidente electo. El día 16 de abril de 2017 se celebró un referéndum para otorgarle más poder al presidente Erdoğan, quien acabó ganando con un 51.3 % de los votos, por lo cual Turquía pasó a contar con un sistema presidencialista.

## Gobierno y política

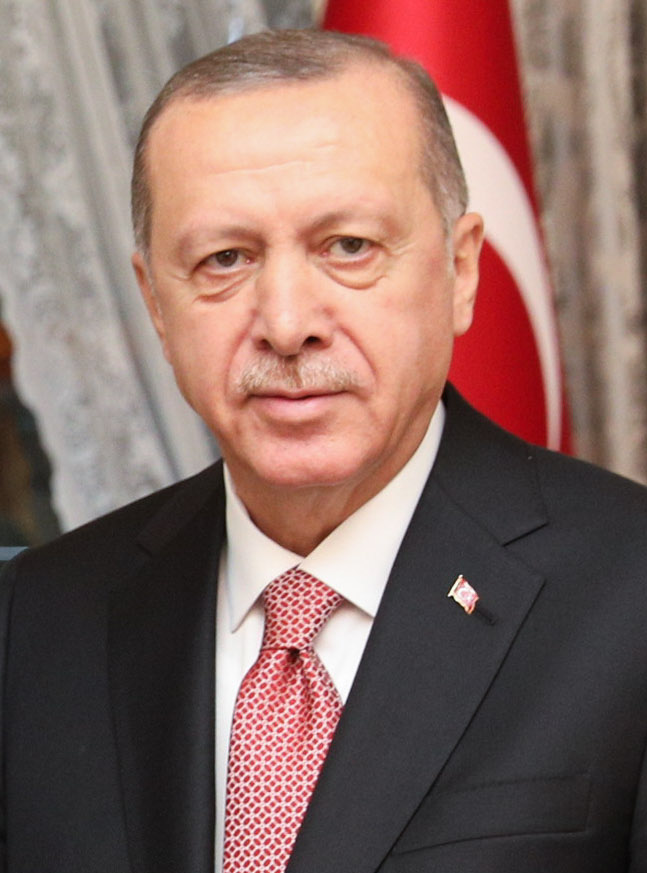
Recep Tayyip Erdoğan, actual presidente de Turquía.

Turquía es una república presidencial y la Constitución dispone que es un Estado democrático, laico, social y de derecho. El poder legislativo reside en la Gran Asamblea Nacional de Turquía, compuesta por 600 diputados elegidos para una legislatura de cinco años con los votos de los ciudadanos turcos mayores de 18 años. Su constitución actual fue adoptada el 7 de noviembre de 1982 después de un período de gobierno militar, y está basada firmemente en los principios de un laicismo sui generis.

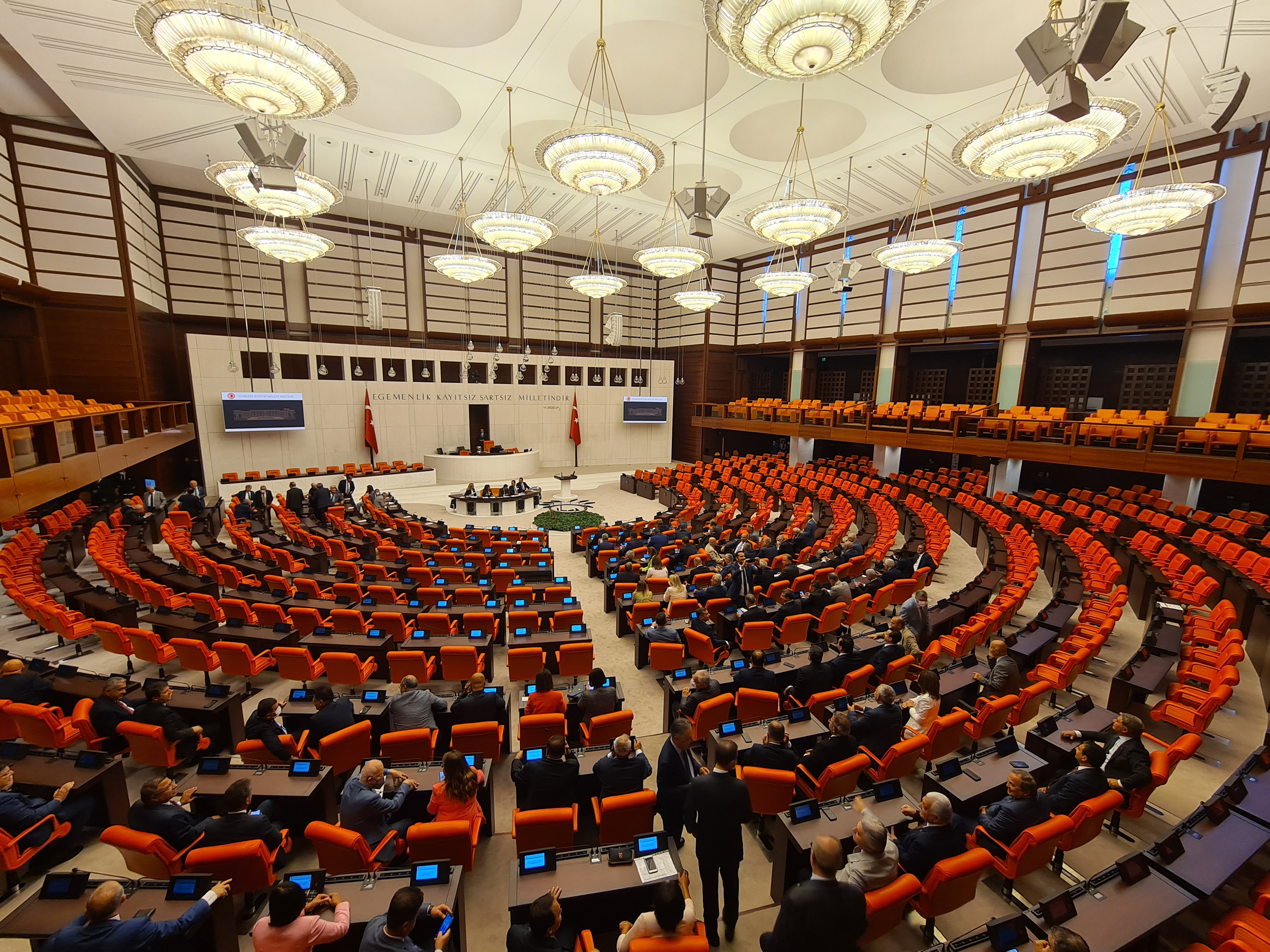
La Gran Asamblea Nacional de Turquía en Ankara.

El poder ejecutivo reside en un presidente el cual es elegido directamente por la voluntad popular. El poder legislativo está radicado en los 600 escaños de la Gran Asamblea Nacional de Turquía (Türkiye Büyük Millet Meclisi), que representa a las 81 provincias. Para tener representación en el Parlamento, un partido debe obtener por lo menos el 10 % del total de votos en las elecciones parlamentarias nacionales. Los candidatos independientes pueden participar y ser elegidos, y para ello solo deben obtener el 10 % del voto en la provincia por la cual pretenden ser elegidos.
Los militares turcos desempeñan un papel político en la sombra, aunque importante, puesto que se consideran los guardianes de la naturaleza secular y unitaria de la república.
El presidente de la república ejerce las funciones del poder ejecutivo. Recep Tayyip Erdoğan es el presidente desde 2014.

### Relaciones exteriores

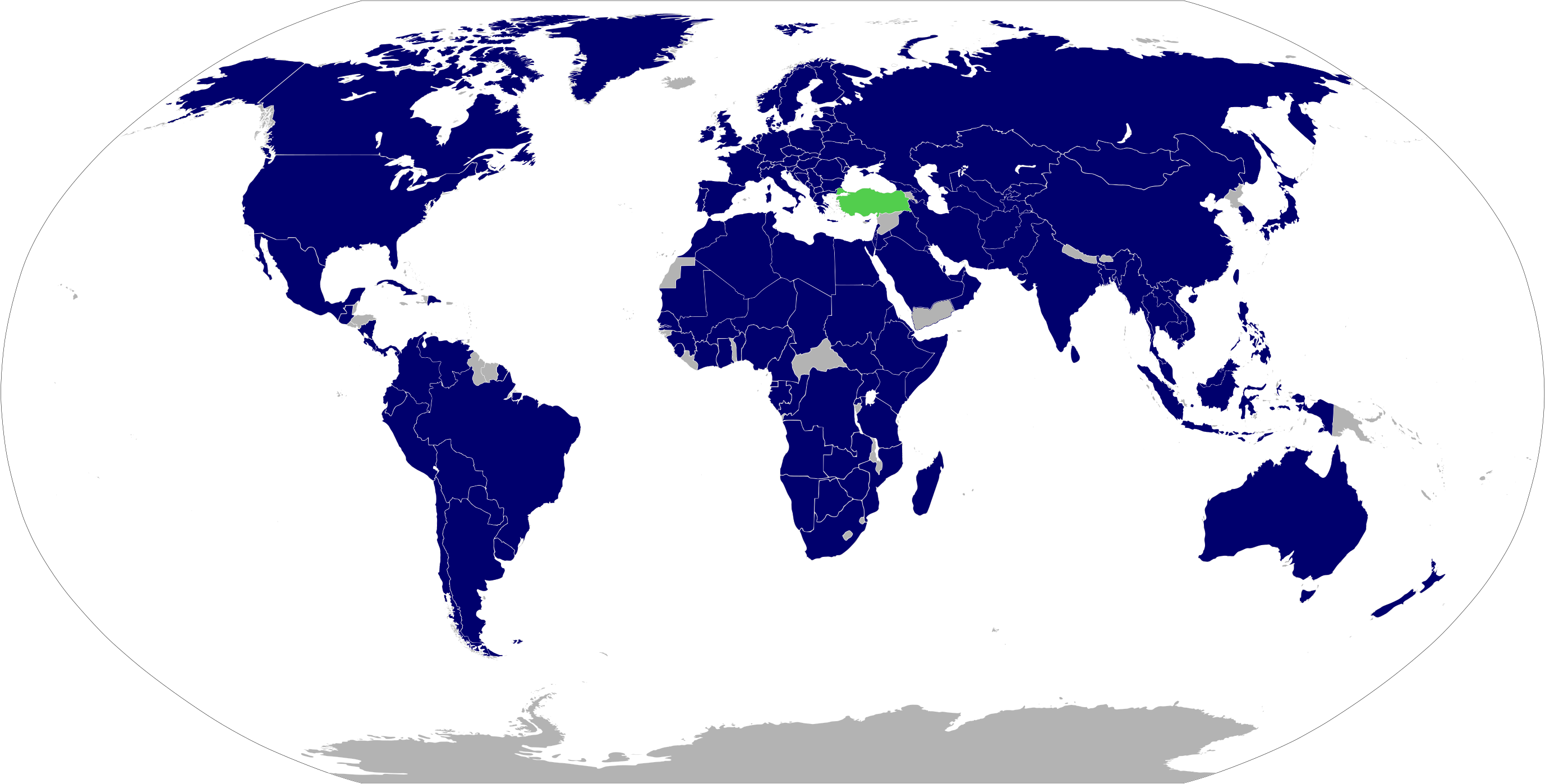
Países en los que Turquía mantiene misiones diplomáticas.

Turquía es miembro fundador de las Naciones Unidas (1945), el Consejo de Europa (1949), la OCDE (1961), la OSCE (1973), el Grupo de los 20 (1999) y el Consejo Túrquico (2009).

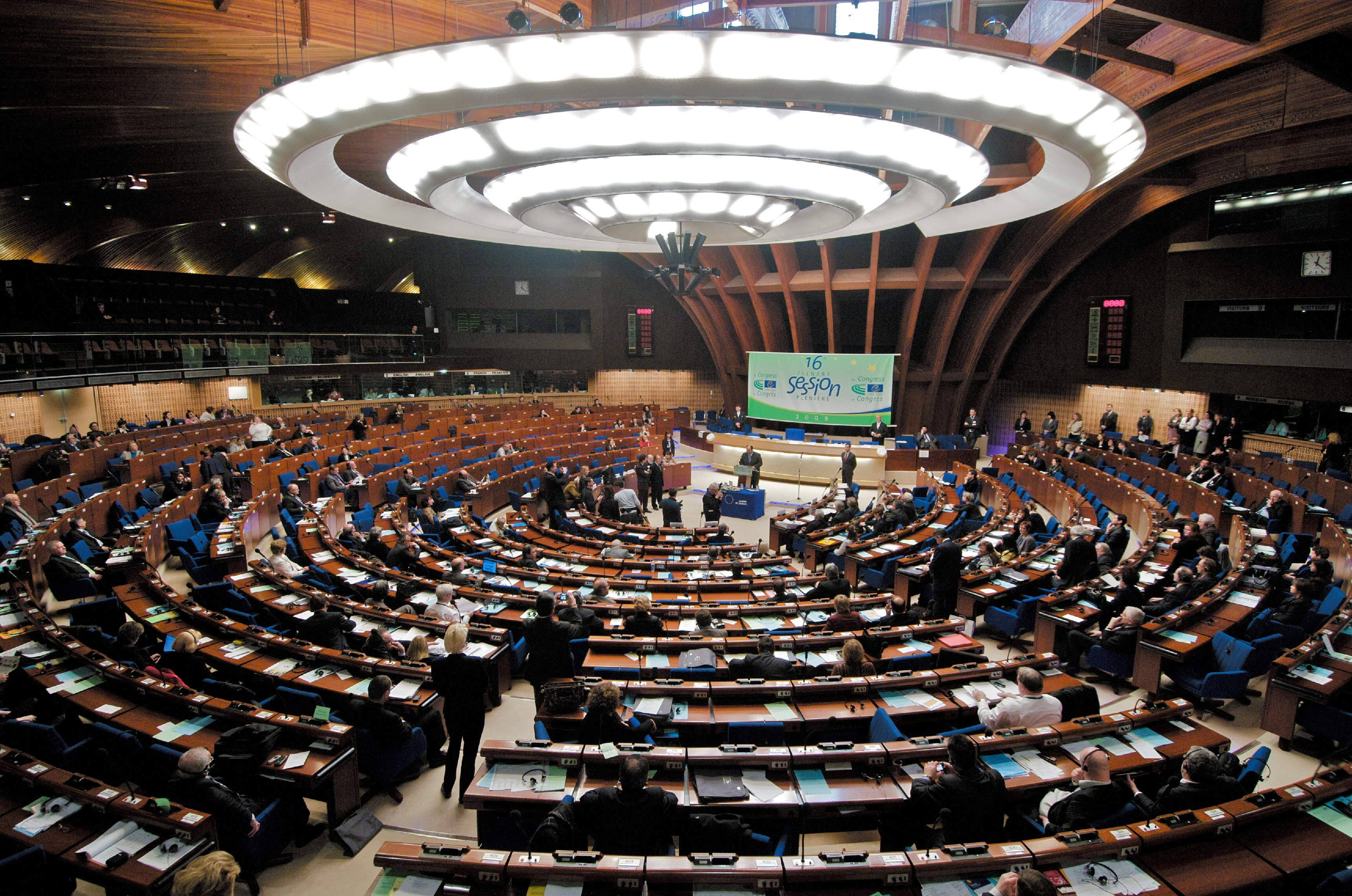
Turquía es miembro fundador del Consejo de Europa, desde 1949.

En consonancia con su tradicional orientación occidental, las relaciones con Europa siempre han sido una parte central de la política exterior turca. Turquía se convirtió en miembro del Consejo de Europa en 1949, solicitó ser miembro asociado de la CEE (predecesora de la Unión Europea) en 1959 y se convirtió en miembro asociado en 1963. Después de décadas de negociaciones políticas, Turquía se convirtió en miembro asociado de la Unión Europea Occidental en 1992, llegó a un acuerdo de Unión Aduanera con la UE en 1995 y ha comenzado oficialmente las negociaciones formales de adhesión con la Unión Europea el 3 de octubre de 2005. Se cree que el proceso de adhesión tendrá una duración mínima de 20 años debido al tamaño de Turquía y la profundidad de los desacuerdos sobre algunas cuestiones. Estos incluyen las controversias con miembros de la UE sobre la intervención militar de la República de Turquía en Chipre para impedir la anexión de la isla a Grecia en 1974. Desde entonces, Turquía no reconoce la República de Chipre como la única autoridad en la isla, sino que apoya de facto la comunidad turcochipriota que forma la República Turca del Norte de Chipre.

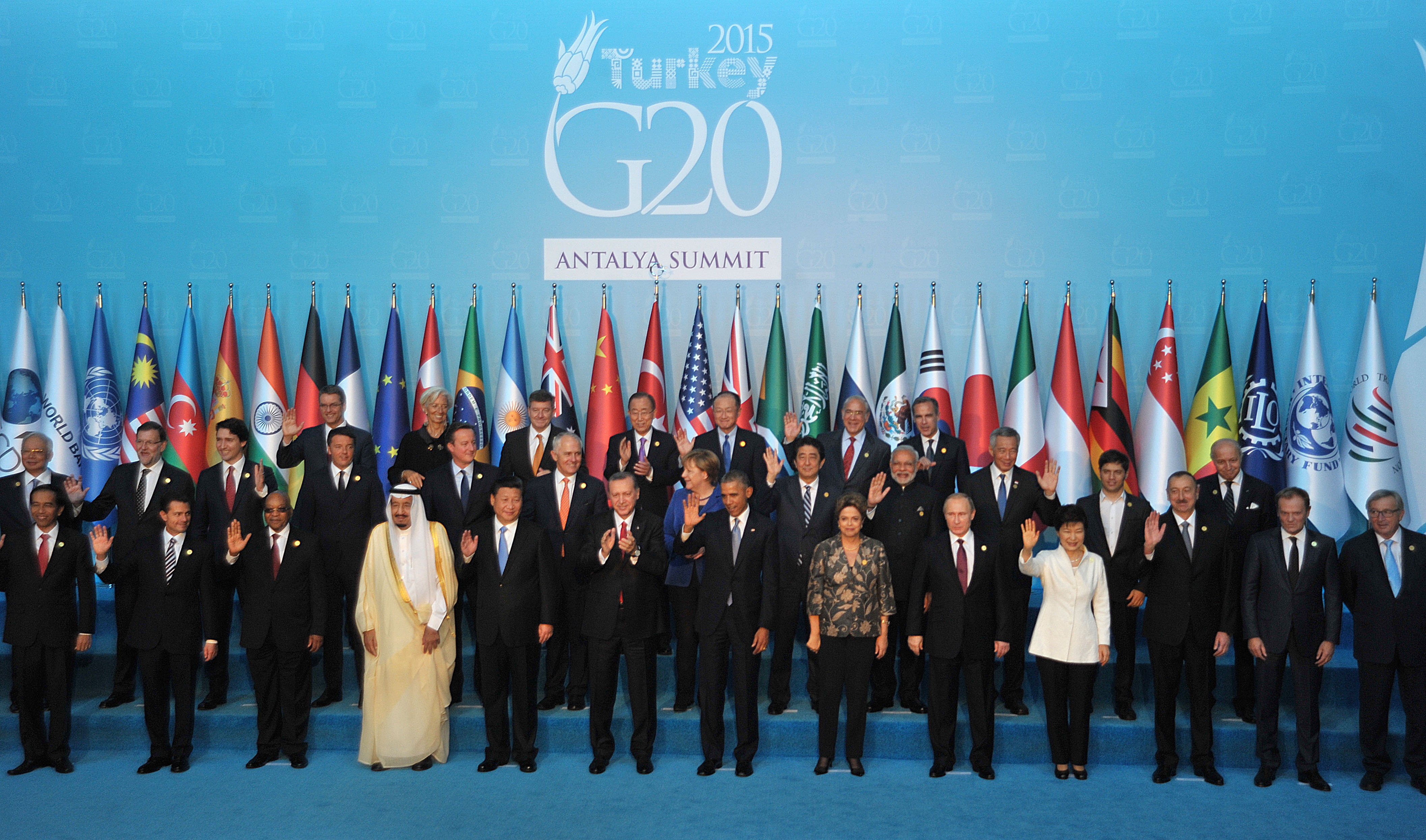
Turquía es miembro fundador del Grupo de los 20, desde 1999.

Desde finales del decenio de 1980, Turquía comenzó a cooperar cada vez más con las principales economías de Asia oriental, en particular con China, Japón y Corea del Sur, en un gran número de sectores industriales, que van desde la coproducción de automotores y otros equipos de transporte, bienes electrónicos, electrodomésticos, materiales de construcción y equipamiento militar.
La independencia de los estados túrquicos de la Unión Soviética, con los que Turquía comparte un común patrimonio cultural y lingüístico, ha permitido a Turquía ampliar sus relaciones económicas y políticas profundamente en Asia central. Dentro de esta política, el Oleoducto Bakú-Tiflis-Ceyhan ha formado parte de la estrategia de Turquía para convertirse en un conducto de energía a Occidente. Sin embargo, la frontera de Turquía con Armenia permanece cerrada después de la ocupación de territorio azerí por parte de Armenia durante la guerra del Alto Karabaj. Las relaciones con Armenia han sido tensas por la controversia en torno a las deportaciones forzosas y las muertes relacionadas con cientos de miles de armenios en los últimos días del Imperio otomano, reconocida por un número de países e historiadores como el genocidio armenio. Turquía rechaza el término «genocidio», argumentando que las muertes fueron consecuencia de las enfermedades, el hambre y las luchas interétnicas que ocurrieron durante el periodo de la Primera Guerra Mundial en el que participó el Imperio otomano.

### Fuerzas armadas
Las Fuerzas Armadas turcas se componen del Ejército de tierra, la Armada y la Fuerza Aérea. La Gendarmería y la Guardia Costera funcionan como partes del Ministerio del Interior en tiempos de paz, a pesar de que están subordinados al Ejército de tierra y a la Armada respectivamente.
Las Fuerzas Armadas turcas son las segundas más grandes (después de Estados Unidos) de la fuerza armada permanente de la OTAN, con una fuerza combinada de 1 043 550 efectivos de personal uniformado que prestan servicios en sus cinco ramas. Todos los ciudadanos varones aptos están obligados a servir en el ejército por períodos que van desde tres semanas a quince meses, dependiendo de su educación y lugar de trabajo (los homosexuales tienen derecho a ser exentos, según su propia petición).
Turquía ha mantenido fuerzas en misiones internacionales de las Naciones Unidas y la OTAN desde 1950, incluyendo la guerra de Corea, las misiones de paz en Somalia y la ex Yugoslavia, y ha brindado apoyo a las fuerzas de la coalición en la primera guerra del Golfo. Turquía mantiene 36 000 soldados en la República Turca del Norte de Chipre y ha tenido tropas desplegadas en Afganistán como parte de la Fuerza Internacional de Asistencia para la Seguridad desde 2001. En 2006, el Parlamento turco desplegó una fuerza de paz de la Marina y alrededor de 700 soldados de tierra como parte de la Fuerza Provisional de las Naciones Unidas para el Líbano, a raíz de la Guerra del Líbano de 2006.
El jefe del Estado Mayor General es nombrado por el presidente, y es responsable ante el primer ministro. El Consejo de Ministros es responsable ante el parlamento para asuntos de seguridad nacional y la adecuada preparación de las fuerzas armadas para defender el país. Sin embargo, la autoridad para declarar la guerra y el despliegue de las Fuerzas Armadas turcas a países extranjeros o para permitir que fuerzas armadas extranjeras estacionen en Turquía corresponde únicamente al parlamento.
El ejército turco se ha reservado tradicionalmente una posición fuerte en la política nacional, considerándose a sí mismo como guardián de la Turquía secular y de la democracia. Varias veces en los últimos decenios ha desplazado por la fuerza a gobiernos electos que cree que se han desviado de los principios del Estado según lo establecido de Atatürk y consagrados en la Constitución.
El actual jefe de Estado Mayor de las Fuerzas Armadas de Turquía es el general de Ejército Hulusi Akar.

### Derechos humanos
En materia de derechos humanos, respecto a la pertenencia a los siete organismos de la Carta Internacional de Derechos Humanos, que incluyen al Comité de Derechos Humanos (HRC), Turquía ha firmado o ratificado:
| Turquía | Tratados internacionales    | Tratados internacionales | Tratados internacionales    | Tratados internacionales  | Tratados internacionales  | Tratados internacionales | Tratados internacionales | Tratados internacionales | Tratados internacionales  | Tratados internacionales | Tratados internacionales | Tratados internacionales | Tratados internacionales  | Tratados internacionales  | Tratados internacionales | Tratados internacionales  | Tratados internacionales    | Tratados internacionales  |
| --- | --------------------------- | ------------------------ | --------------------------- | ------------------------- | ------------------------- | ------------------------ | ------------------------ | --- | ------------------------- | --- | ------------------------ | --- | ------------------------- | ------------------------- | ------------------------ | ------------------------- | --------------------------- | ------------------------- |
| Turquía | CESCR                       | CESCR                    | CCPR                        | CCPR                      | CCPR                      | CERD                     | CED                      | CEDAW | CEDAW                     | CAT | CAT                      | CRC | CRC                       | CRC                       | CRC                      | MWC                       | CRPD                        | CRPD                      |
| Turquía | CESCR                       | CESCR-OP                 | CCPR                        | CCPR-OP1                  | CCPR-OP2-DP               | CERD                     | CED                      | CEDAW | CEDAW-OP                  | CAT | CAT-OP                   | CRC | CRC-OP-AC                 | CRC-OP-SC                 | CRC-OP-CP                | MWC                       | CRPD                        | CRPD-OP                   |
| Pertenencia | Firmado pero no ratificado. | Sin información.         | Firmado pero no ratificado. | Ni firmado ni ratificado. | Ni firmado ni ratificado. | Firmado y ratificado.    | Sin información.         | Turquía ha reconocido la competencia de recibir y procesar comunicaciones individuales por parte de los órganos competentes. | Ni firmado ni ratificado. | Turquía ha reconocido la competencia de recibir y procesar comunicaciones individuales por parte de los órganos competentes. | Sin información.         | Turquía ha reconocido la competencia de recibir y procesar comunicaciones individuales por parte de los órganos competentes. | Ni firmado ni ratificado. | Ni firmado ni ratificado. | Sin información.         | Ni firmado ni ratificado. | Firmado pero no ratificado. | Ni firmado ni ratificado. |
| Firmado y ratificado, firmado, pero no ratificado, ni firmado ni ratificado, sin información, ha accedido a firmar y ratificar el órgano en cuestión, pero también reconoce la competencia de recibir y procesar comunicaciones individuales por parte de los órganos competentes. |                             |                          |                             |                           |                           |                          |                          | |                           | |                          | |                           |                           |                          |                           |                             |                           |

## Organización territorial

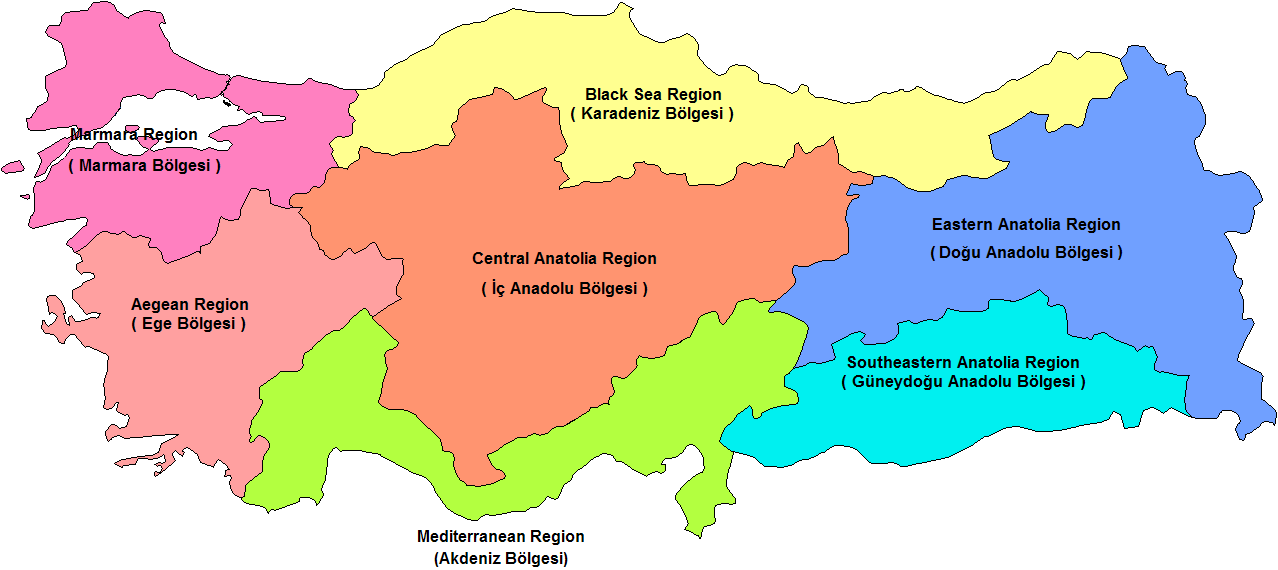
Mapa de Turquía con la división regional.

Turquía es un Estado unitario que se divide administrativamente en 81 provincias, (iller, singular il) al frente de cada una de las cuales se halla un gobernador (vali) designado por el Gobierno central. Las provincias están a su vez, divididas en distritos (demarcaciones provinciales o ilçeler, singular ilçe) y comunas que pueden establecer impuestos y ejercer otras iniciativas. La capital provincial (generalmente llamada ilçe central) lleva generalmente el nombre de la provincia, con las siguientes excepciones: Hatay (capital: Antioquía), Kocaeli (capital: İzmit), y Sakarya (capital: Adapazarı).
Por otra parte, geográficamente el país está dividido en siete regiones: región del Egeo, región del Mar Negro, región de Anatolia Central, región de Anatolia Oriental, región del Mármara, región del Mediterráneo y región de Anatolia Suroriental.

## Geografía

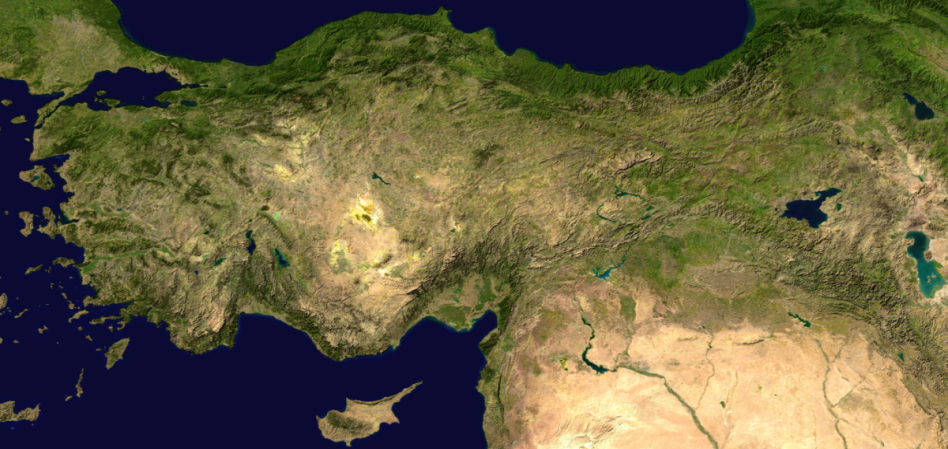
Mapa físico de Turquía.

Turquía es un país eurasiático transcontinental. La Turquía asiática (compuesta en gran parte por la Anatolia), que incluye el 97 % del país, se separa de la Turquía europea por el Bósforo, el mar de Mármara y los Dardanelos (que en conjunto forman un vínculo entre las aguas del mar Negro y el mar Mediterráneo). La Turquía europea (Rumelia en la península de los Balcanes) incluye el 3 % del país. El territorio de Turquía tiene más 1600 km de largo y 800 km de ancho, con una forma aproximadamente rectangular. La superficie de Turquía ocupa 783 562 km², de los cuales 755 688 km² se encuentran en Asia Sudoccidental y 23 764 km² en Europa, siendo Turquía el 37.º país más grande del mundo, del tamaño de la Francia metropolitana y el Reino Unido juntos. Turquía está rodeada de mares por tres lados: el mar Egeo, al oeste, el mar Negro al norte y el mar Mediterráneo al sur. Turquía también abraza el mar de Mármara en el noroeste.
| Noroeste: Bulgaria y Grecia | Norte: Mar Negro                    | Nordeste: Georgia                |
| Oeste: Mar Egeo             |                                     | Este: Armenia, Azerbaiyán e Irán |
| Suroeste: Mar Mediterráneo  | Sur: Mar Mediterráneo, Siria e Irak | Sureste: Irán e Irak             |

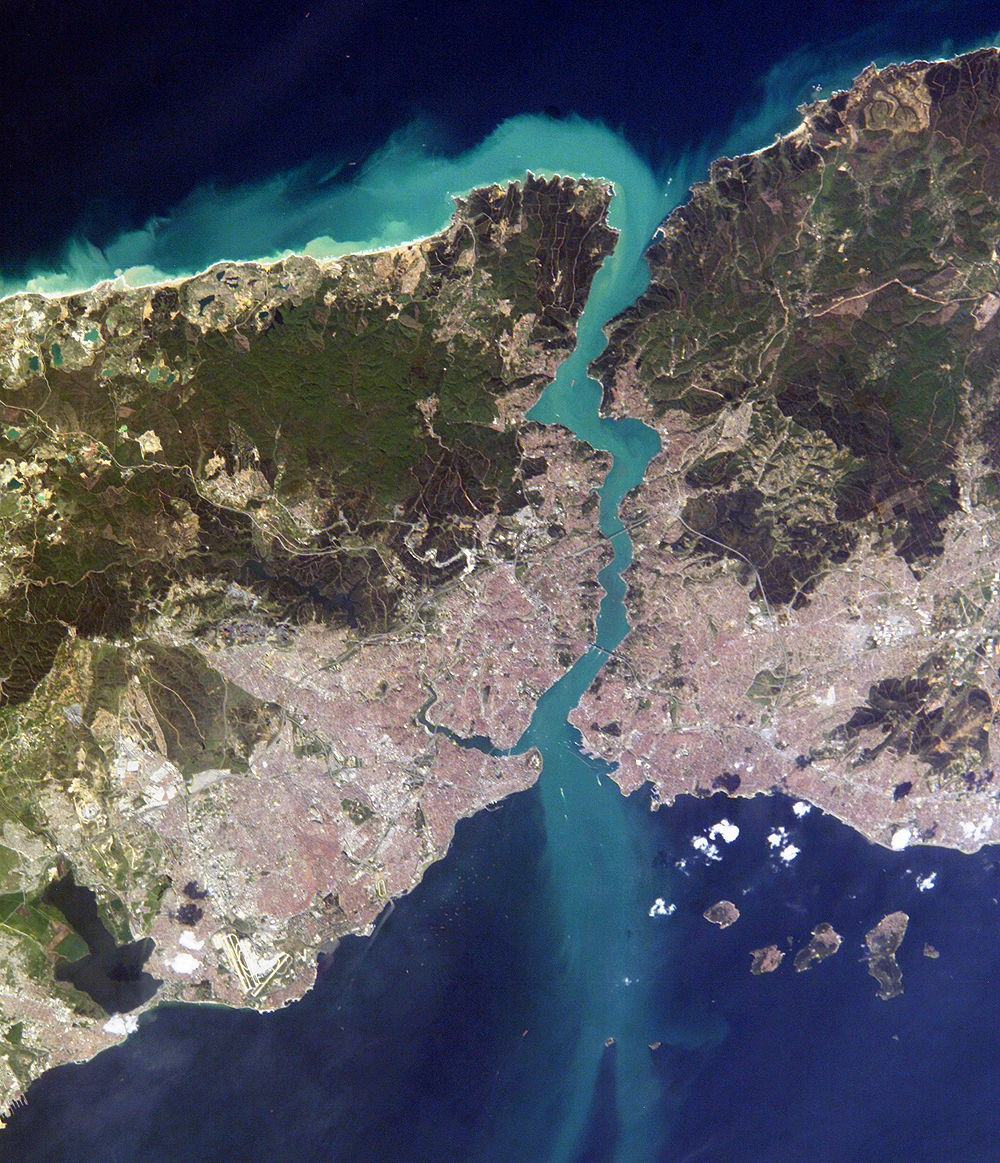
Imagen vía satélite del Bósforo, el mar Negro, el mar de Mármara y la ciudad de Estambul.

La sección europea de Turquía, en el noroeste, es la Rumelia, que forma las fronteras de Turquía con Grecia y Bulgaria. La parte asiática del país, Anatolia (también conocida como Asia Menor), consiste en una alta meseta central con estrechas llanuras costeras. Limita, en el Cáucaso, con Georgia, Armenia, Azerbaiyán; por oriente con Irán, y al sur con Irak y Siria. Turquía oriental tiene un paisaje más montañoso, y contiene las fuentes de ríos como el Éufrates, el Tigris o el Aras; aloja el lago Van y el monte Ararat, el punto más alto de Turquía a 5165 m.
Como tendencia general, la meseta de Anatolia hacia el interior se vuelve cada vez más accidentada a medida que avanza hacia el este.
Los variados paisajes de Turquía son el producto de complejos movimientos de tierra que han dado forma a la región durante miles de años y aún se manifiestan en frecuentes terremotos y erupciones volcánicas ocasionales. El Bósforo y los Dardanelos deben su existencia a las fallas de funcionamiento a través de Turquía que condujo a la creación del mar Negro. Fue un terremoto en toda la línea norte del país de oeste a este, lo que causó un gran terremoto en 1999.

### Clima
Las zonas costeras de Turquía que bordean el mar Mediterráneo y el mar Egeo tienen un clima templado mediterráneo, con calurosos y secos veranos, y húmedos y fríos inviernos. La precipitación anual está en esta zona entre los 580 y los 1300 mm. Las zonas costeras de Turquía que bordean el Mar Negro tiene un clima templado oceánico, con veranos cálidos y húmedos e inviernos fríos y húmedos. La precipitación anual está en esta zona entre los 1000 y los 2500 mm. Las condiciones pueden ser mucho más severas en el más árido interior. Las montañas cerca de la costa mediterránea evitan la influencia climática hacia el interior, dando a la meseta central de Anatolia un clima continental y clima mediterráneo continentalizado con marcados contrastes entre estaciones. Los inviernos en la meseta son especialmente severos. Temperaturas de -30 °C a -40 °C pueden tener lugar en las zonas montañosas del este, y la nieve puede estar presente sobre el terreno 120 días al año. En el oeste, las temperaturas invernales promedio están por debajo de 1 °C. Los veranos son calurosos y secos, con temperaturas en general superiores a 30 °C en el día. La precipitación anual promedio es de alrededor de 400 milímetros. Las regiones más secas son la llanura de Konya, donde la precipitación anual es con frecuencia inferior a 300 milímetros. En general, mayo es el mes más húmedo, mientras que julio y agosto son los más secos.

### Flora y fauna

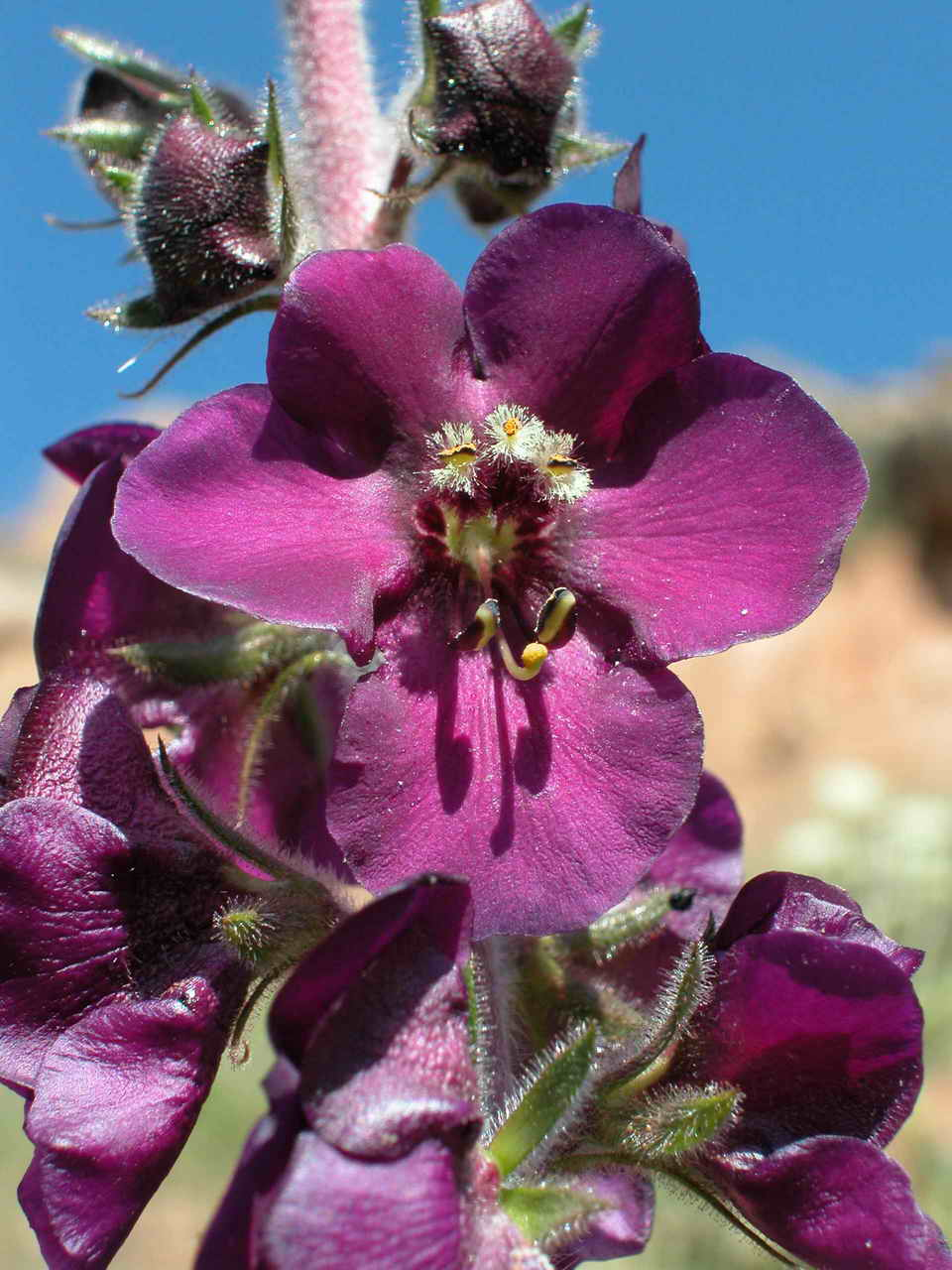
Verbascum wiedemannianum, especie endémica de Anatolia.

La flora de Turquía es rica, contabilizándose más de 9000 especies de plantas, que incluyen 670 leguminosas, 700 compuestas, 450 labiáceas y 250 gramíneas, con un importante grado de endemismos: alrededor de 3000 especies son endémicas, gracias a la diversidad de hábitats y climas. El porcentaje de endemismos es notablemente superior al de países europeos. Esta característica de la flora turca puede explicarse por una serie de factores. En primer lugar, la diversidad de hábitats, lo cual está relacionado con la geografía montañosa de la península de Anatolia, con montañas separadas entre sí por mesetas, permitiendo la especiación. Durante la glaciación del Pleistoceno, amplias zonas se vieron libres de casquetes polares, limitándose estos a los picos más altos, lo que también puede explicar la alta proporción de especies endémicas. Cabe reseñar, asimismo, la diversidad de climas en el país, donde se dan el clima mediterráneo, el continental y el oceánico. Se pueden distinguir tres regiones fitográficas: la euro-siberiana, la mediterránea y la irano-turánica, lo que manifiesta que Anatolia actúa de punto de encuentro entre el sur de Europa y el suroeste de Asia. A lo largo de la geografía turca se encuentran, además, numerosos cuerpos de agua.
Actualmente, en Turquía existen 40 parques nacionales.

## Economía

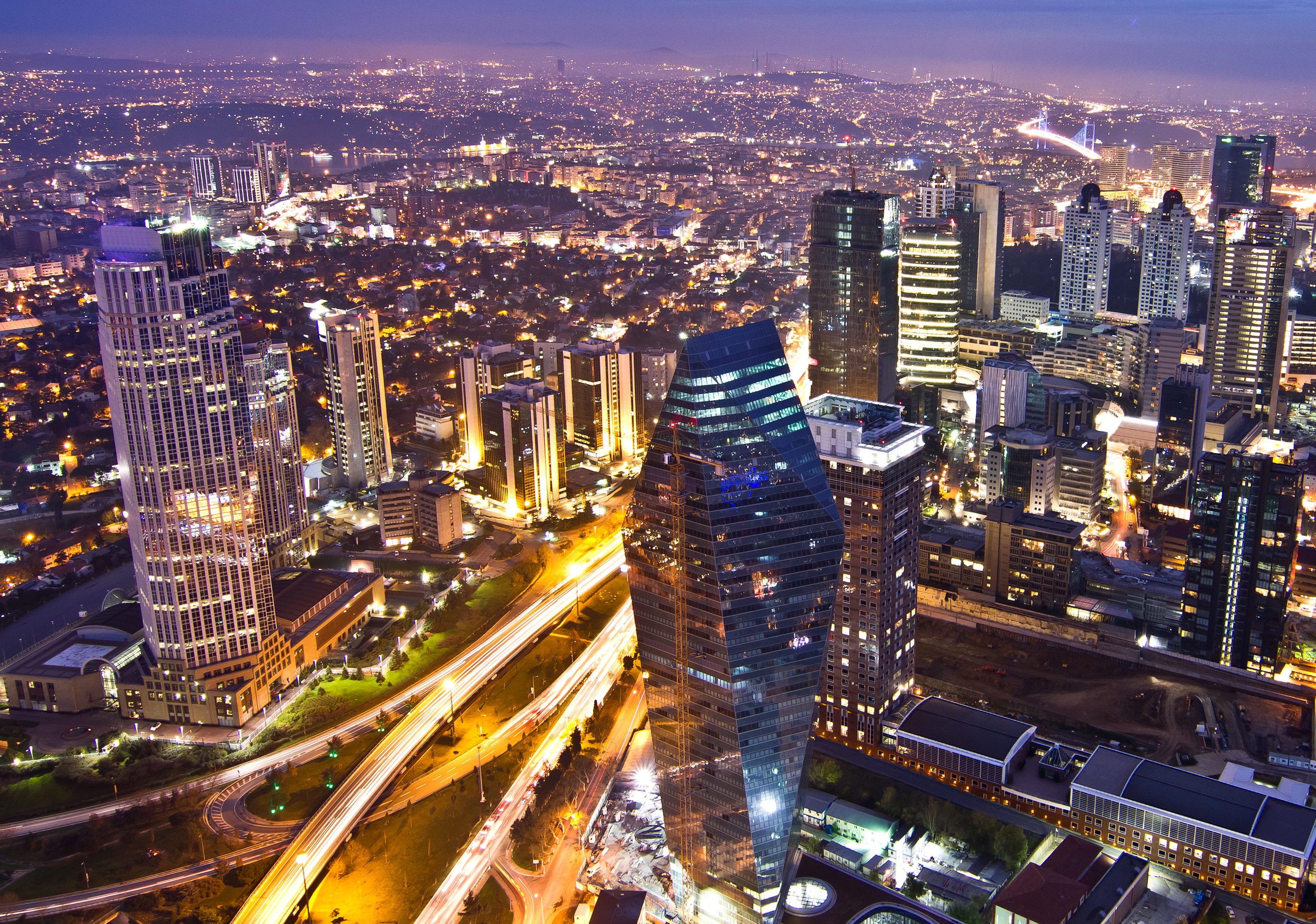
El distrito financiero de Levent en Estambul, la ciudad más grande y el principal centro económico de Turquía.

Turquía es miembro fundador de la OCDE, del Grupo de los 20 (países industrializados y emergentes) y perteneciente al grupo de mercados emergentes CIVETS.
Durante la mayor parte de su historia republicana, Turquía se ha adherido a un enfoque cuasi-estatal de la economía, con estricto control del gobierno sobre la participación del sector privado, el comercio exterior y la inversión extranjera directa. Sin embargo, durante el decenio de 1980, Turquía comenzó una serie de reformas dirigidas a trasladar la economía de un aislado sistema estatalista a uno más apoyado en el sector privado basado en el modelo de mercado. Las reformas impulsaron un rápido crecimiento, pero este crecimiento fue marcado por una fuerte recesión y crisis financieras en 1994, 1999 (tras el terremoto de ese año), y 2001, lo que dio como resultado un promedio del 4 % de crecimiento del PIB por año entre 1981 y 2003. La falta de reformas adicionales, junto con grandes y crecientes déficits del sector público y la corrupción generalizada, se tradujo en una elevada inflación, la debilidad del sector bancario y el aumento de la volatilidad macroeconómica.
Desde la crisis económica de 2001 y las reformas iniciadas por el ministro de finanzas de la época, la inflación se ha reducido a un solo dígito, la confianza de los inversores y las inversiones extranjeras han aumentado, y el desempleo ha disminuido. El FMI pronostica un 6 % de índice de inflación en Turquía en 2008. Turquía ha ido abriendo progresivamente sus mercados a través de reformas económicas mediante la reducción de los controles gubernamentales sobre el comercio exterior y la inversión, la privatización de industrias de propiedad pública, y la liberalización de muchos sectores de bienes privados. Según la revista Forbes, en Estambul, capital financiera de Turquía, había un total de 35 multimillonarios en marzo de 2008 (en comparación con 25 en 2007), situándose en el puesto 4.º en el mundo.
La tasa de crecimiento del PIB entre 2002 y 2007 tuvo un promedio de 7,4 %, lo que hizo de Turquía una de las economías de más rápido crecimiento en el mundo durante ese período. El Banco Mundial prevé un 5.4 % como tasa de crecimiento del PIB de Turquía en 2008. La economía de Turquía ya no está dominada por las actividades agrícolas tradicionales de las zonas rurales, sino por la dinámica de los complejos industriales de las grandes ciudades, en su mayoría concentradas en las provincias occidentales del país, junto con un desarrollado sector de servicios. En 2007, el sector agrícola representaba el 8.9 % del PIB, mientras que el sector industrial representaba el 30,8 % y el sector servicios el 59,3 %. El sector del turismo ha experimentado un rápido crecimiento en los últimos veinte años, y constituye una parte importante de la economía. En 2007, hubo 27 214 988 visitantes al país, que aportaron 18 500 millones de dólares a los ingresos de Turquía. Otros sectores clave de la economía turca son la banca, la construcción, el automóvil, los electrodomésticos, la electrónica, el textil, la refinación de petróleo, los productos petroquímicos, los alimentos, la minería, el hierro y el acero, la industria y la maquinaria.

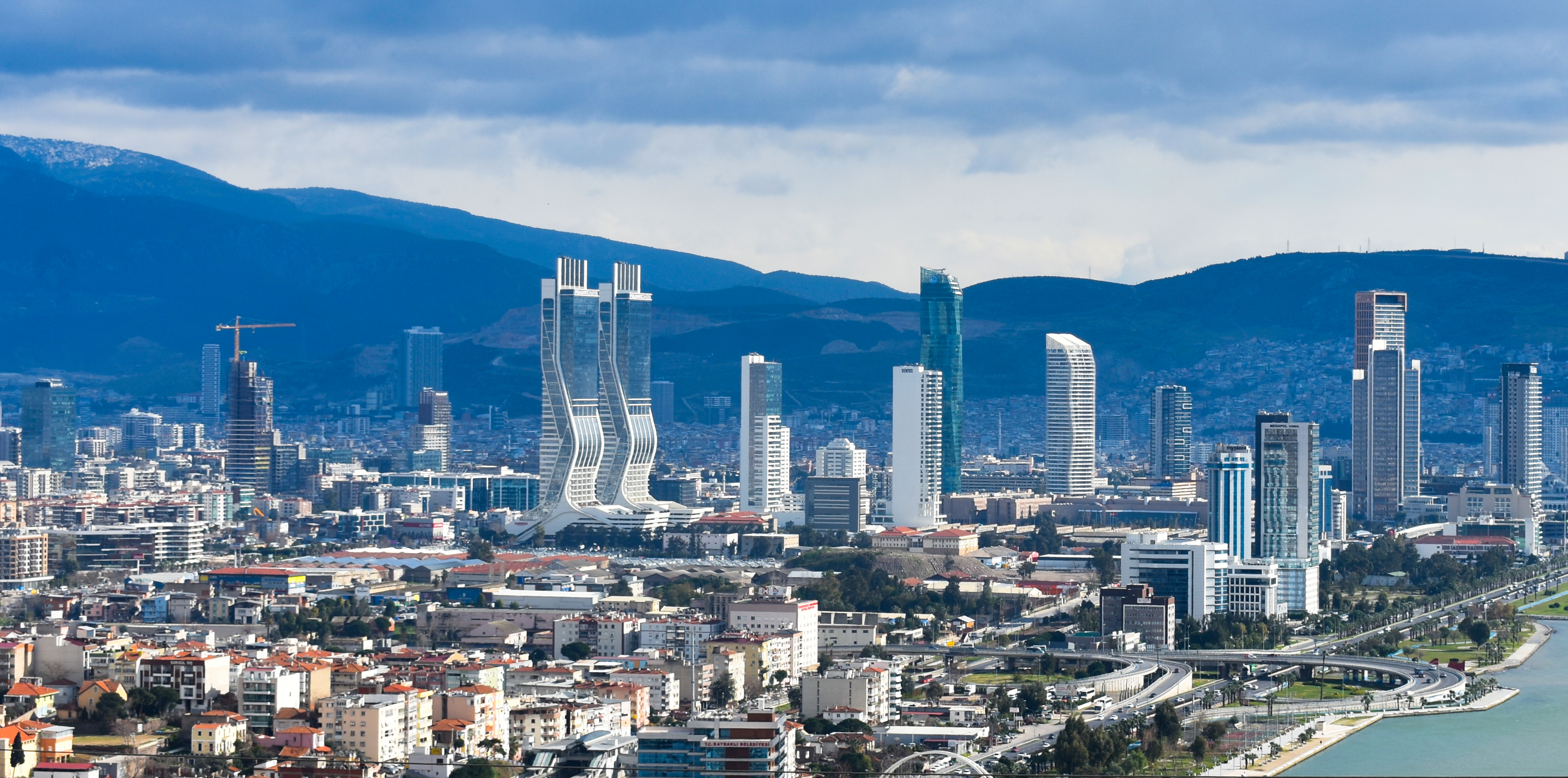
Los rascacielos más altos de Esmirna, la tercera ciudad más grande de Turquía y uno de los principales puertos del país.

En los últimos años, la inflación crónica se ha controlado y esto ha conducido a la puesta en marcha de una nueva política monetaria para cimentar las reformas económicas y borrar los vestigios de una economía inestable. El 1 de enero de 2005, la lira turca fue sustituida por la nueva lira turca, eliminando a la moneda nacional 6 ceros. A partir del 1 de enero de 2009, la lira turca, volvió a ser la moneda del país. Como resultado de la continuación de las reformas económicas, la inflación ha descendido al 8.2 % en 2005, y la tasa de desempleo hasta el 10.3 %.
Turquía ha tomado ventaja de una unión aduanera con la Unión Europea, firmada en 1995, para aumentar su producción industrial destinada a las exportaciones, mientras que al mismo tiempo se beneficia de las inversiones extranjeras originarias de la UE. En 2005, las exportaciones ascendieron a 73 500 millones de dólares mientras que las importaciones se situaron en 116 800 millones de dólares, con un aumento del 16,3 % y 19,7 % en comparación con 2004, respectivamente. Para 2006, las exportaciones ascendieron a 85 800 millones de dólares, lo que representa un aumento del 16.8 % con respecto a 2005. En 2007 las exportaciones alcanzaron los 110 500 millones de dólares, siendo sus principales socios Alemania (11,2 %); Reino Unido (8 %); Italia (6,95 %); Francia (5,6 %) y España (4,3 %). El 56.5 % de las exportaciones se realizaron a países miembros de la UE. Sin embargo, las importaciones que ascienden a unos 156 900 millones de dólares  ponen en peligro el equilibrio del comercio. Sus principales socios son Rusia (13,8 %); Alemania (10,3 %); China (7,8 %) e Italia (6 %). El 40,4 % de las importaciones preceden de países miembros de la UE, mientras que el 27 % proceden de países asiáticos.
Después de años de bajos niveles de inversión extranjera directa, Turquía ha logrado atraer 21 900 millones de dólares en inversión extranjera directa en 2007 y se espera atraer a un mayor cifra en los años siguientes. Una serie de grandes privatizaciones, la estabilidad propiciada por el inicio de las negociaciones de adhesión de Turquía a la UE, fuerte y estable crecimiento, y cambios estructurales en la banca y telecomunicaciones han contribuido a un aumento de la inversión extranjera.
La economía informal es importante y está creciendo. En 2015, un estudio de la OCDE indicó que la proporción de actividades que producen bienes y servicios fuera del control del Estado superaba el 28 % del PIB. Aumentan la mano de obra no contratada, la evasión fiscal, la corrupción y el tráfico ilegal de mercancías. La guerra en Siria ha provocado la inmigración de millones de refugiados sirios a Turquía, que forman una mano de obra vulnerable a la explotación; muchos de estos trabajadores no son declarados por sus empleadores y reciben un salario muy bajo.
Turquía ocupa una posición geográfica estratégica; se encuentra en la encrucijada de las principales rutas energéticas, y utiliza esta posición para tratar de establecerse en un papel de intermediario. Puede defender su seguridad energética y sus intereses comerciales a nivel regional, y aumentar sus ingresos cobrando impuestos a los oleoductos y gasoductos que pasan por su territorio. Turquía dejará de comprar petróleo iraní por completo en 2019 para cumplir con las sanciones de Estados Unidos.
La tasa de desempleo es de 14,7 % en 2019.
La Unión Europea estudia incluir a Turquía en su lista de paraísos fiscales en 2021, culpándola de incumplir sus compromisos en materia de evasión fiscal.
Turquía también se enfrenta a la emigración de parte de su juventud formada como consecuencia de la crisis económica y la represión política. El número de salidas está aumentando considerablemente, con 113 326 salidas en 2017, un 63 % más que el año anterior.
Alrededor de un tercio de la población turca vive por debajo del umbral de pobreza en 2023.

### Trabajo infantil
Según un informe del gobierno turco de 2012 sobre el trabajo infantil, aproximadamente novecientos mil niños trabajaban en diversas industrias, incluida la agricultura. Una de las razones es que las empresas agrícolas con menos de cincuenta empleados no están sujetas al Código Laboral.Los sindicatos de trabajadores cuestionan estas cifras y afirman que dos millones de niños se ven obligados a trabajar.
Los grupos de defensa de los derechos de los trabajadores destacan regularmente las malas condiciones de trabajo. La Directora de Innovación e Investigación de la Asociación para el Trabajo Justo, Richa Mittal, afirma que «en seis años de seguimiento, nunca hemos encontrado una sola explotación de avellanas en Turquía en la que se cumplieran todas las normas básicas de trabajo decente». En 2018, sesenta y siete niños y adolescentes murieron en su lugar de trabajo, según datos oficiales.

### Turismo

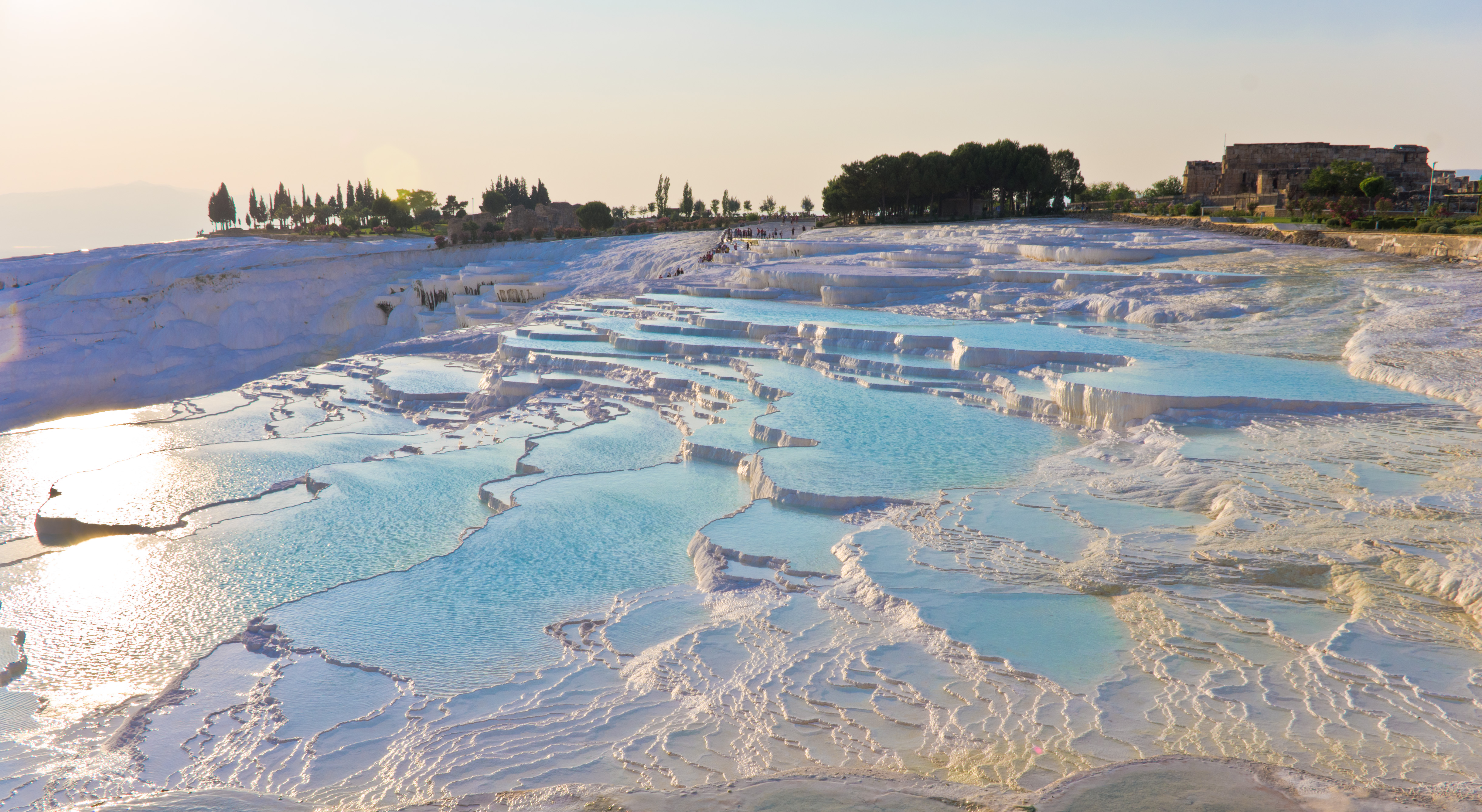
Pamukkale (castillo de algodón en turco) es una zona natural dentro de Hierápolis, la antigua ciudad helenística.

Turquía posee diversos palacios, mezquitas y castillos. Se ponen a disposición actividades como cruceros por el mar Mediterráneo y el Egeo, tréking y senderismo, en las playas y costas se puede practicar windsurfing, esquí acuático, vela o buceo. Son conocidos los llamados baños turcos.
Fue catalogada, por la Organización Mundial del Turismo, como el sexto país más turístico en el mundo en el año 2024 con 60.6 millones de visitantes extranjeros. Está en tercera posición en Europa después de Francia e España.
En Ankara se encuentra el Museo de las Civilizaciones de Anatolia, Gordión, el Museo Etnográfico de Ankara, el Monumento de Ancira y el Baños romanos. En Estambul el Gran Bazar y el Bazar de las Especias y diversas mezquitas.

## Demografía

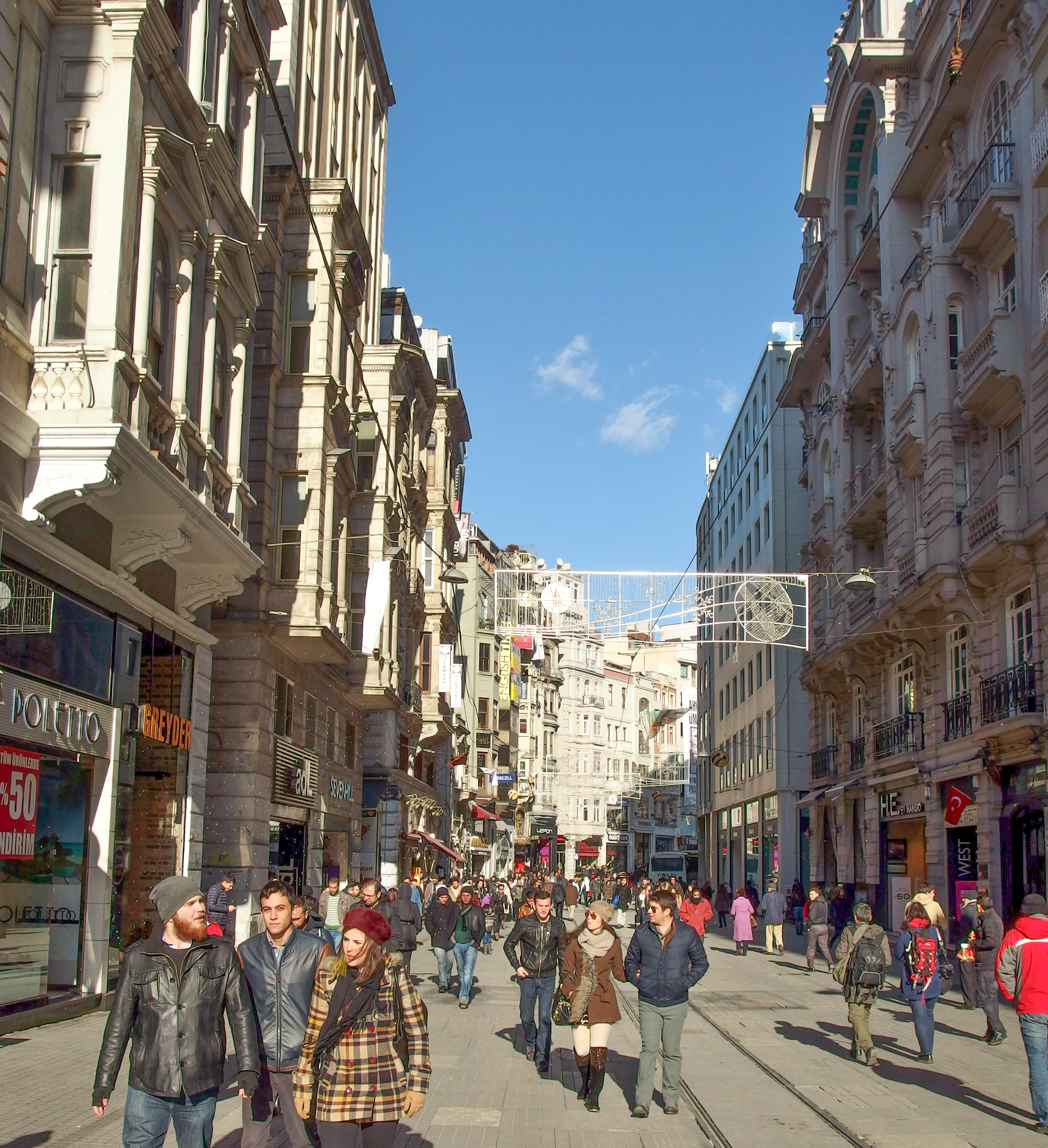
Avenida de İstiklal en el distrito Beyoğlu de Estambul.

A partir de 2007, la población de Turquía se situó en 70.5 millones de habitantes con una tasa de crecimiento del 1.04 % anual. La densidad media de población (el número de personas por kilómetro cuadrado) es de noventa y dos en Turquía. La provincia de Estambul tiene la mayor densidad de población con 2420 personas por kilómetro cuadrado. La proporción de la población que vive en las ciudades es del 70,5 %. La mitad de la población de Turquía está por debajo de la edad de 28.3 años. Las personas dentro del grupo de edad 15-64 años, es decir, la población activa, constituyen 66.5 % de la población total. El grupo de edad de 0-14 años corresponde al 26,4 % de la población de Turquía, mientras que la tercera edad con 65 años de edad o más corresponden al 7.1 % de la población total. Según las estadísticas publicadas por el gobierno en 2005, la esperanza de vida se sitúa en 68.9 años para los hombres y 73,8 años para las mujeres, con un promedio general de 71,3 años para la población en su conjunto. La educación es obligatoria y gratuita para los jóvenes de seis a quince. La tasa de alfabetización es del 95,3 % para los hombres y 79.6 % para las mujeres, con un promedio general de 87,4 %. La cifra relativamente baja para las mujeres se debe principalmente a las actitudes feudales imperantes en las zonas rurales del país, especialmente en las provincias del sureste.
| 3 - 4 2 - 3 1.5 - 2 1 - 1.5 |

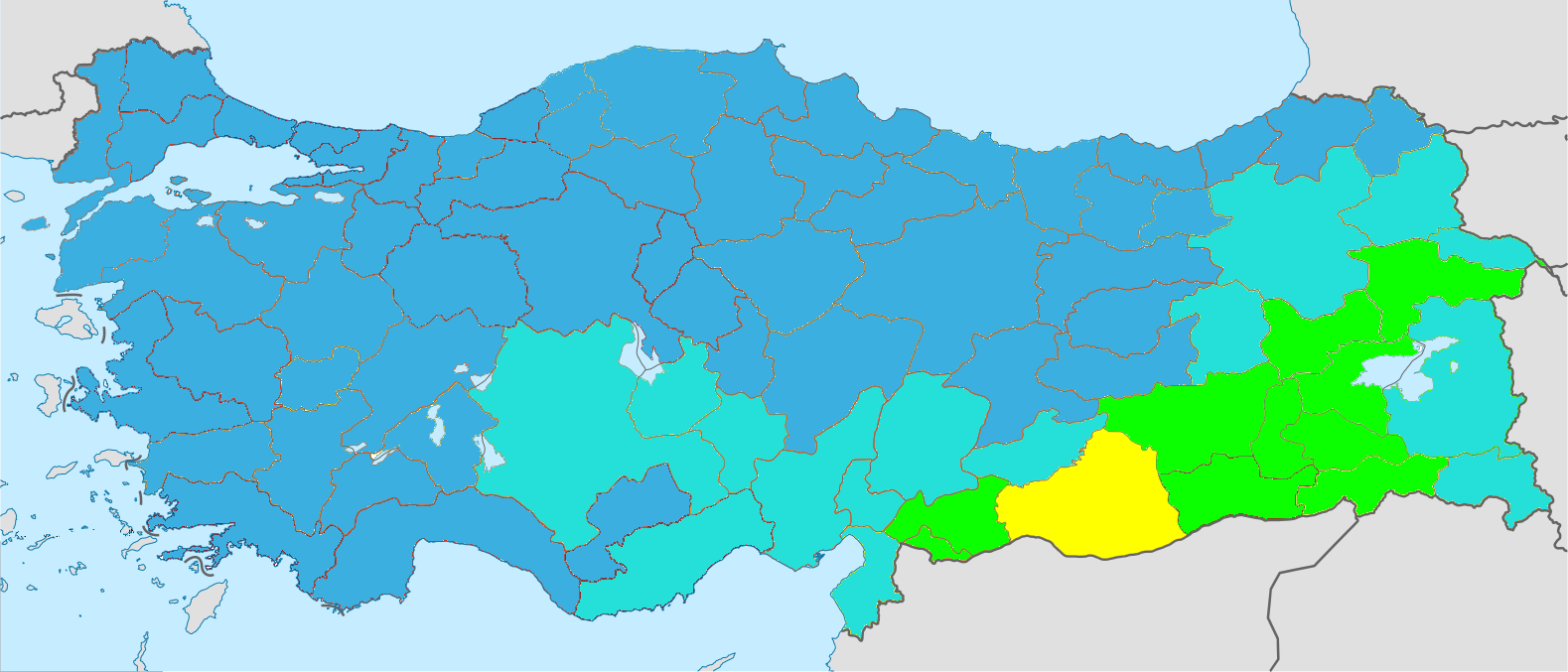
Tasa global de fecundidad por provincia de Turquía (2024).

El artículo 66 de la Constitución turca, define un «turco» como toda persona que es «una obligación para el Estado turco a través del vínculo de la ciudadanía», por lo que el uso legal del término «turco» como un ciudadano de Turquía es diferente de la definición étnica. La mayoría de la población turca es de origen étnico turco. Otros grupos étnicos importantes son los kurdos, circasianos, zazas, bosníacos, georgianos, laz, gitanos, árabes y las tres minorías reconocidas oficialmente (por el Tratado de Lausana): los griegos, los armenios y los judíos. Datos fiables sobre el reparto étnico exacto de la población son difíciles de obtener, ya que las cifras de los censos no incluyen datos étnicos o raciales. Según un informe de 2008 preparado para el Consejo de Seguridad Nacional de Turquía por los académicos de tres universidades turcas en el este de Anatolia, había aproximadamente cincuenta a sesenta millones de turcos étnicos, doce millones de kurdos -según estadísticas oficiales- (incluidos dos millones de zazas), dos millones de circasianos (Adige), tres millones de bosnios, 2.3 millones de albaneses, un millón de georgianos.
Las minorías que no pertenezcan a las tres oficiales (griegos, armenios y judíos) no tienen ningún grupo de privilegios especiales, y mientras que el término «minoría» en sí sigue siendo una cuestión delicada en Turquía, es preciso señalar que el grado de asimilación dentro de diversos grupos étnicos fuera de las minorías reconocidas es alta.
Debido a la demanda de mano de obra de trabajo después de la Segunda Guerra Mundial en Europa, muchos ciudadanos turcos emigraron a Europa occidental (especialmente Alemania, en donde viven casi cuatro millones de habitantes de origen turco), contribuyendo a la creación de una importante diáspora. Existe también una importante minoría turca en la vecinas Bulgaria y Grecia. Recientemente, Turquía se ha convertido en un destino de numerosos inmigrantes, especialmente desde la caída del Muro de Berlín y el consiguiente aumento de la libertad de circulación en la región. Estos inmigrantes suelen migrar de los antiguos países del bloque soviético, así como los estados musulmanes vecinos, ya sea para establecerse y trabajar en Turquía o para seguir su viaje hacia la Unión Europea.
La constitución de la República de Turquía reconoce en su artículo 41 la igualdad de derechos entre los esposos, la especial protección de la madre y los hijos así como reconoce el derecho a la educación en la aplicación práctica de la planificación familiar. El aborto en Turquía es legal desde la publicación de la Ley de Planificación de la Población de 24 de mayo de 1983.

### Idioma

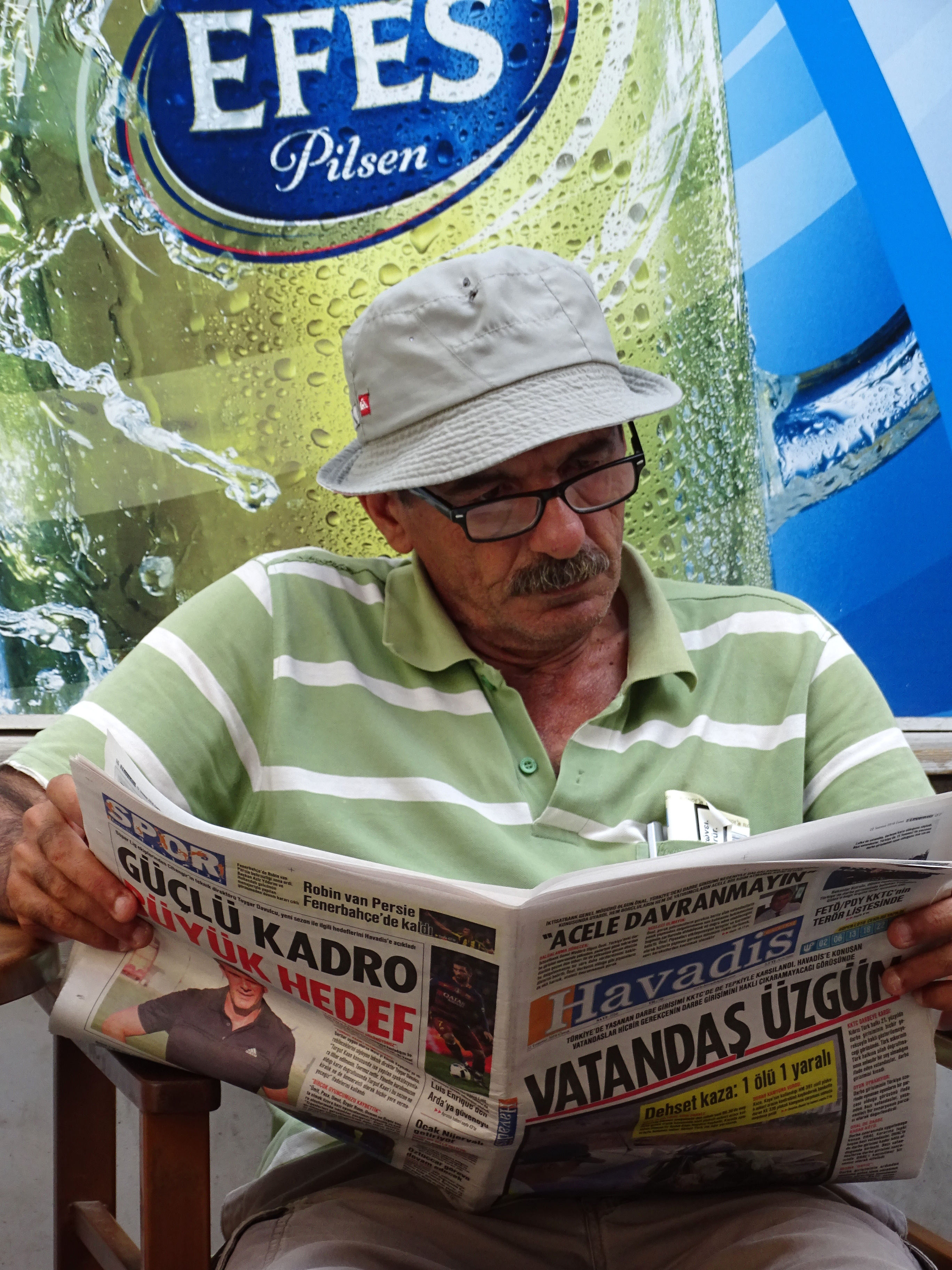
Hombre leyendo un periódico en turco.

El turco es el único idioma oficial en toda Turquía. No hay cifras fiables sobre el reparto lingüístico de la población. El organismo público de radiodifusión TRT emite programas en lenguas locales y dialectos del árabe, bosnio, zazaki, kurdo y el circasiano algunas horas a la semana. El kurdo es la segunda lengua en importancia con alrededor de un 12 % de la población. Desde 2009, el organismo público de radiodifusión TRT emite 24 horas programación en lengua kurda a través de TRT Kurdi.

### Religión

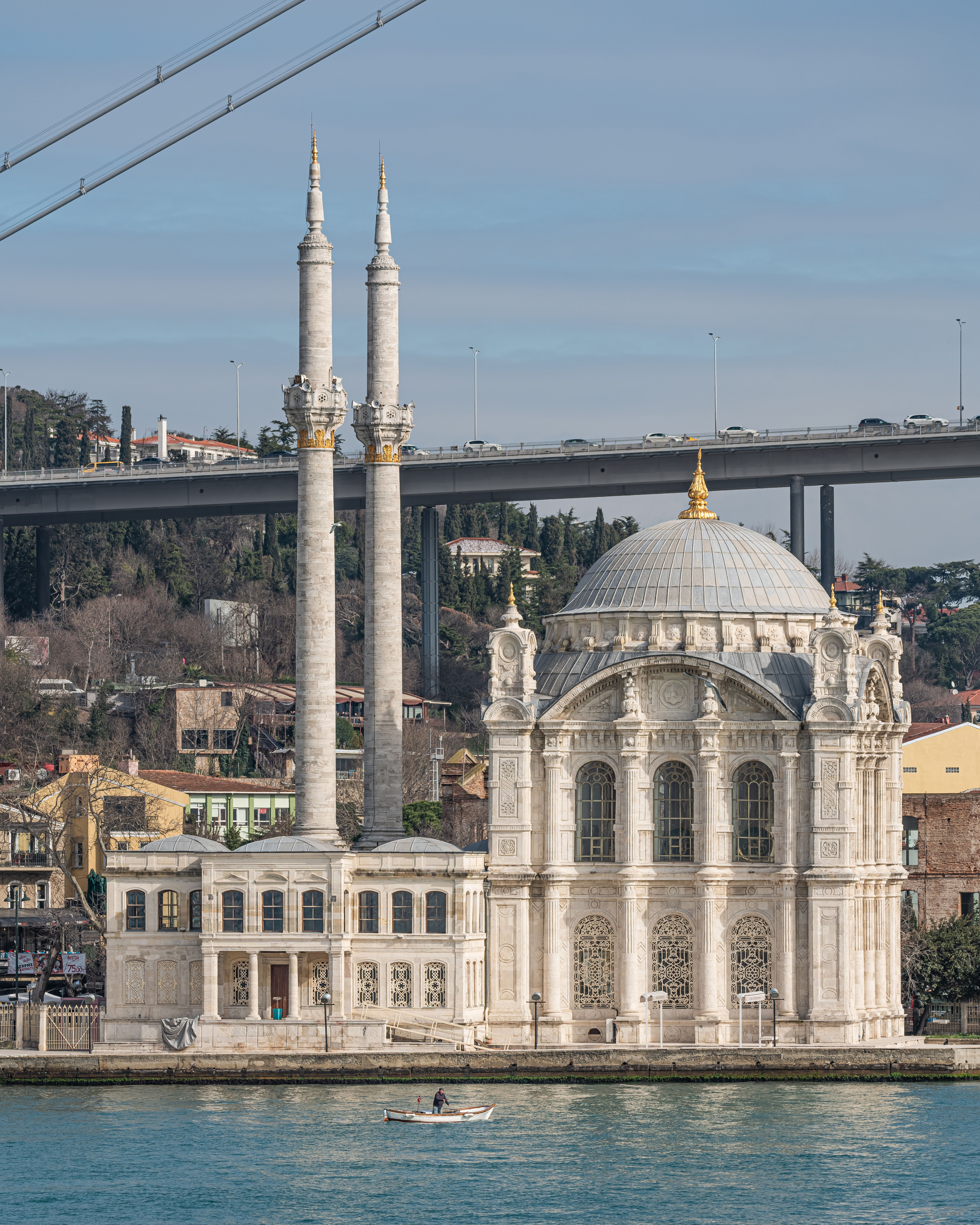
Mezquita de Ortaköy.

La religión principal de Turquía es el islam. El 99 % de la población turca es musulmana, de los cuales más del 80 % pertenecen a la rama suní del islam. Una minoría, algo más del 10 % de la población musulmana, está afiliada a la creencia aleví. La escuela hanafí es la principal del sunismo, siendo en gran parte organizada por el Estado, a través de la Dirección de Asuntos Religiosos, que controla todas las mezquitas y clérigos musulmanes. Un 0,2 % de la población pertenece a otras religiones, en particular confesiones cristianas (ortodoxa griega, armenia apostólica, protestante, ortodoxa siria y católica), judaísmo (sefardí y asquenazí), y yazidismo. Según una encuesta de la Comisión Europea en 2005, el 95 % de los ciudadanos turcos respondió: «creo que hay un Dios». Un estudio, publicado en 2015 por Patrick Johnstone y Duane Alexander Miller, estima que en el 2012 había 4500 cristianos.
Hay una fuerte tradición de laicismo en Turquía, que es esencialmente similar al modelo francés de laïcité. El Estado no tiene religión oficial aunque en los últimos años se está dando un giro hacia el islam. La Constitución reconoce la libertad de culto para los individuos, las comunidades religiosas que se colocan bajo la protección del Estado, pero la Constitución señala explícitamente que no pueden participar en el proceso político (por la formación de un partido religioso, por ejemplo) o establecer la fe en las escuelas. Ninguna de las partes puede pretender que representa una forma de creencia religiosa, sin embargo, la sensibilidad religiosa general, son representados a través de partidos conservadores. Turquía prohíbe por ley el uso del hiyab religioso y símbolos teo-políticos en los edificios públicos, escuelas, y las universidades; la ley fue confirmada por la Gran Sala del Tribunal Europeo de Derechos Humanos como legítima en noviembre de 2005.

### Ciudades principales
La capital de Turquía es Ankara (antiguamente denominada Angora), aunque la capital histórica es Estambul (antigua Constantinopla), que es al mismo tiempo el centro financiero, económico y cultural del país. Otras ciudades importantes son Esmirna, Bursa, Adana y Gaziantep, todas con más de un millón de habitantes. Aproximadamente el 68 % de la población de Turquía vive en centros urbanos. En total, dieciséis ciudades tienen poblaciones que exceden el medio millón de habitantes y cuarenta y ocho ciudades tienen más de cien mil habitantes. Adicionalmente se destacan Manisa, Malatya e Izmit.

## Cultura

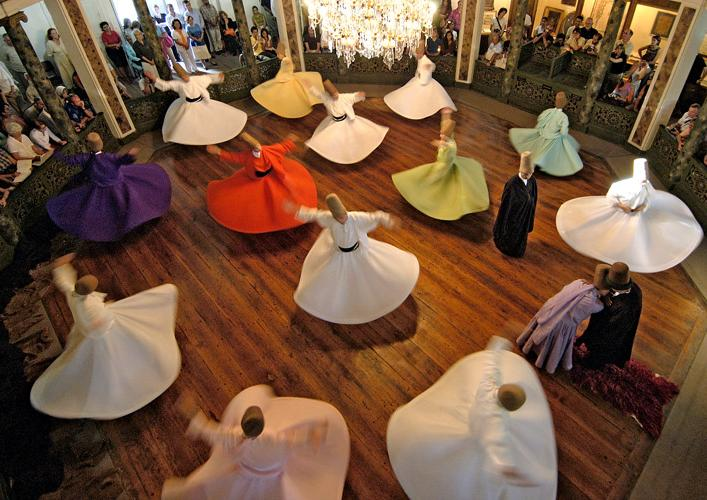
Derviches giróvagos sufíes.

Turquía tiene una cultura muy diversa que es una mezcla de diversos elementos de la Oğuz y turcos de Anatolia, otomano (que es en sí misma una continuación de la cultura greco-romana y la cultura islámica), y la cultura occidental y las tradiciones que se iniciaron con la occidentalización del Imperio otomano que continúa actualmente. Esta mezcla es el resultado del encuentro de los turcos y su cultura con las de los pueblos que se encontraban en su camino durante su migración de Asia central hacia el Oeste. Turquía se ha transformado en un moderno estado-nación con una fuerte separación de estado y religión, seguidos por un aumento en los medios de expresión artística. Durante los primeros años de la república, el gobierno invirtió gran cantidad de recursos en las bellas artes, tales como museos, teatros, y la arquitectura. Debido a diferentes factores históricos que desempeñan un papel importante en la definición de la identidad turca moderna, la cultura turca es un producto de los esfuerzos por ser una sociedad «moderna» y occidental, junto con la necesidad de mantener consideraciones religiosas tradicionales y valores históricos.

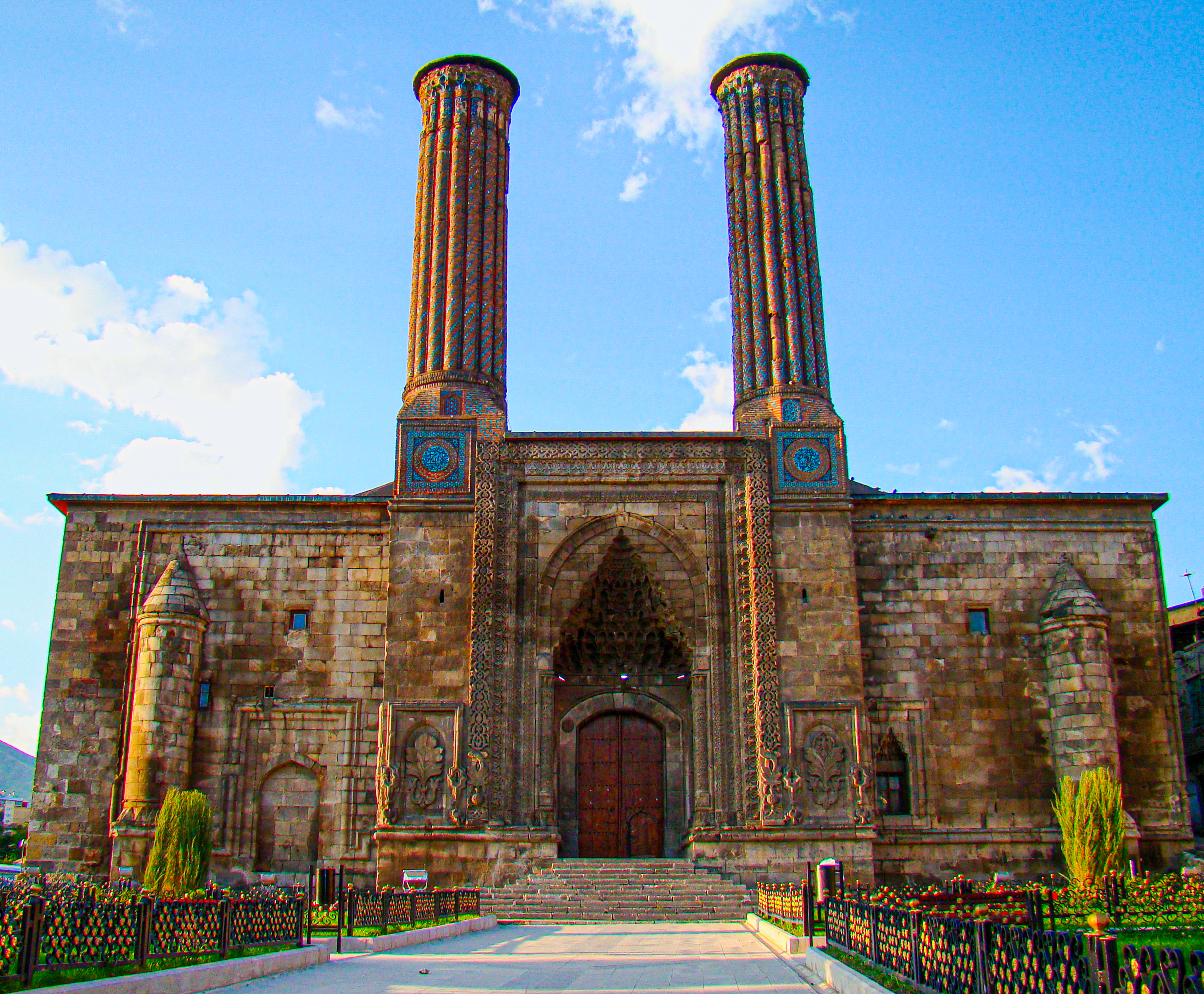
Madrasa de los Minaretes Gemelos, un ejemplo de la arquitectura Imperio selyúcida.

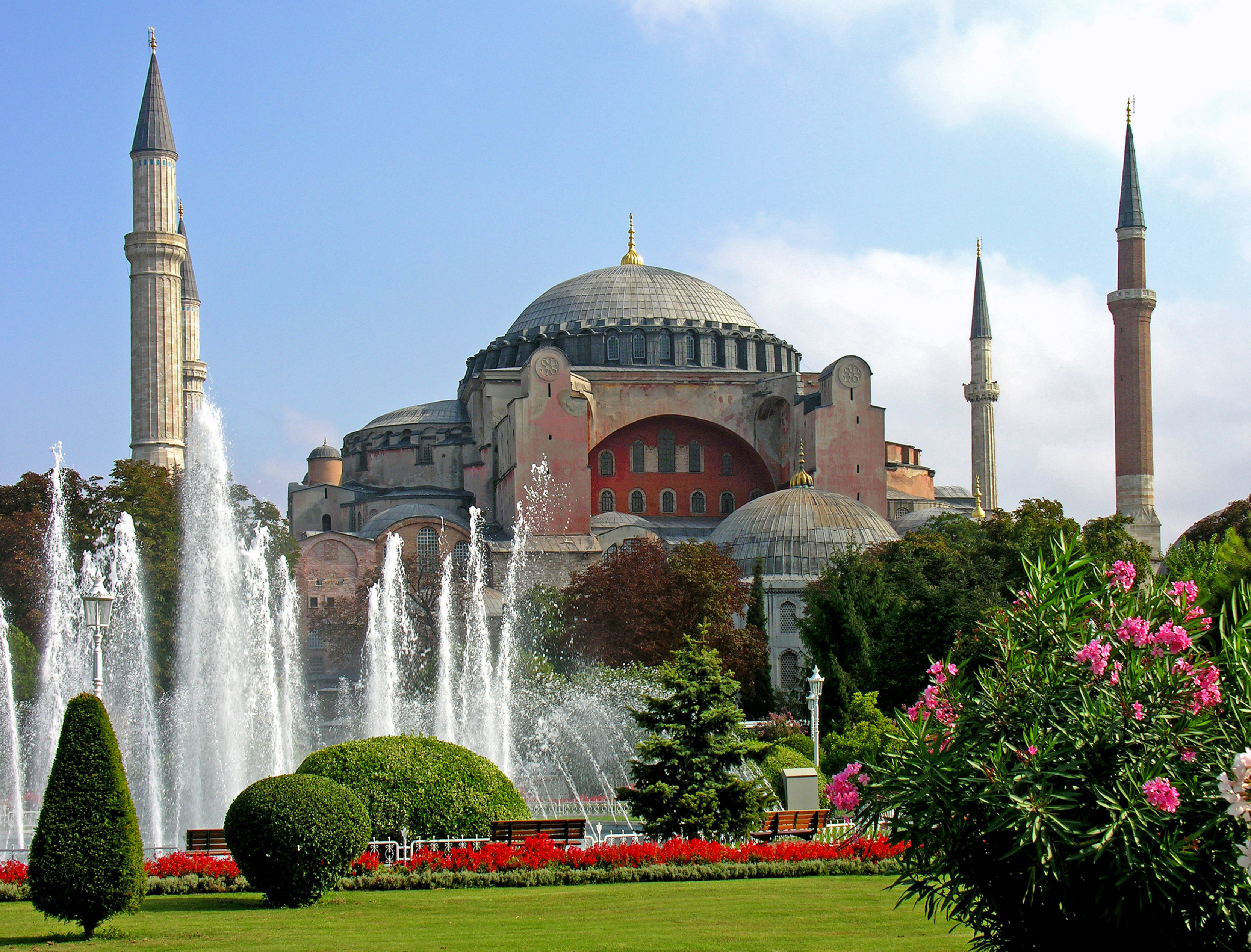
Santa Sofía de Constantinopla fue construida por el Imperio bizantino en el A lo largo de su historia ha sido basílica, mezquita y museo.

La música turca y la literatura son ejemplos de esa mezcla de influencias culturales. Muchas escuelas de música son populares en todo el país, desde géneros «arabescos» al hip-hop, contribuyendo así a una mezcla de las tradiciones turca de Asia central, islámica y europeas en los tiempos modernos. La literatura turca fue muy influida por literatura persa y árabe durante la mayor parte de la época otomana, aunque hacia el final del Imperio otomano los elementos autóctonos del pueblo turco y las tradiciones literarias occidentales aumentaron en importancia. La mezcla de influencias culturales es destacada, por ejemplo, en la obra de Orhan Pamuk, ganador del Premio Nobel de Literatura en 2006.
Directores de cine turcos han ganado numerosos premios prestigiosos en los últimos años. Nuri Bilge Ceylan ganó el Premio Mejor Director (2008), Gran Premio del Jurado (2002, 2011) y Palma de Oro (2014) en el Festival de Cine de Cannes y ganó Premio de FIPRESCI en Cannes tres veces (1997, 2000, 2014). Director de cine Fatih Akın, que vive en Alemania y tiene la doble nacionalidad turco-alemana, ganó el premio Oso de Oro en 2004 en el Festival de Cine de Berlín con la película Contra la pared. En 2007, Akın ganó el Premio LUX del Parlamento Europeo, con la película Al otro lado. Otro famoso director de cine turco es Ferzan Özpetek.
Elementos arquitectónicos encontrados en Turquía son también testimonio de la singular mezcla de tradiciones que han influido en la región a lo largo de los siglos. Además de los elementos de tradición bizantina presentes en numerosas partes de Turquía, muchos ejemplos de la arquitectura otomana más tarde, con su mezcla de entes locales y tradiciones islámicas, se encuentran en todo el país, así como en muchos de los antiguos territorios otomanos. Desde el siglo XVIII, la arquitectura turca ha sido cada vez más influenciada por los estilos occidentales, y esto puede ser visto particularmente en Estambul, donde los edificios como la Mezquita Azul y el Palacio de Dolmabahçe se yuxtaponen junto a numerosos rascacielos modernos, todos ellos en representación de diferentes tradiciones.

### Literatura
Durante la mayor parte de la existencia del imperio otomano, la literatura turca estuvo fuertemente influenciada por los modelos persas y árabes. La influencia de la literatura europea no llegó hasta el siglo xix, a partir de las reformas del Tanzimat. A partir de esta época, se introdujeron nuevos géneros occidentales, como la novela o el cuento. La principal influencia vino de Francia, país con el cual había tenido históricamente estrechas relaciones. Eso explica que muchas corrientes artísticas de origen francés tengan sus equivalentes otomanos. Así, en el campo de la poesía, hubo una fuerte influencia del simbolismo y el parnasianismo. Por su parte, la prosa imitó los modelos del romanticismo y posteriormente el realismo y el naturalismo francés.
Muchos autores de la época del Tanzimat cultivaron varios géneros. Por ejemplo, el periodista İbrahim Şinasi, que se había relacionado con las élites intelectuales francesas durante su estancia en el país galo, se destacó también como poeta y dramaturgo y escribió en 1859 la primera obra teatral moderna turca, Şair Evlenmesi («La Boda del Poeta»).
La novela tuvo figuras célebres como Ahmet Mithat, prolífico autor que además se va a destacar por su faceta periodística.

### Ciencia y tecnología
La principal institución pública dedicada a la investigación científica, el Consejo de Investigación Científica y Tecnológica de Turquía (TÜBİTAK), fue fundado en 1963. Entre sus funciones se encuentran asesorar al gobierno en la redacción de políticas de ciencia, tecnología e innovación de Turquía, así como publicar artículos en revistas científicas y financiar actividades de I+D. Por su parte, la Academia de Ciencias Turca (TÜBA) promueve las actividades científicas en el país. Ambas instituciones mantienen independencia financiera y administrativa, aunque están principalmente financiadas por el gobierno turco.
El Instituto de Investigación de Energía, Energía Nuclear y Minería de Turquía es la principal institución dedicada a la investigación y desarrollo de actividades en el campo de energía, minería, radiaciones ionizantes, aceleradores de partículas y tecnología nuclear. Fue fundada en 2020, asumiendo las funciones del Organismo Turco de Energía Atómica, el Instituto Nacional de Investigación del Boro y el Instituto de Investigación de Elementos de Tierras Raras. Por su parte, en 2018 se instituyó la Agencia Espacial Turca.
Asimismo, distintas universidades impulsan la investigación y enseñanza en ciencia y tecnología. Es el caso de la Universidad de ciencias y tecnologías de Adana, la Universidad de Ciencias de la Salud o las universidades técnicas repartidas por el país. En 2018, Turquía fue el decimoctavo país por número de artículos publicados en revistas científicas y técnicas, por delante de los Países Bajos y por detrás de Polonia.
Algunos científicos turcos célebres son Aziz Sancar, premio Nobel de Química en 2015 por sus investigaciones en mecanismos de reparación del ADN; Hulusi Behçet, conocido por haber descrito la enfermedad de Behçet, caracterizada por la inflamación de los vasos sanguíneos; o el matemático Cahit Arf, que definió la invariante de Arf.
Según el Índice mundial de innovación, a cargo de la Organización Mundial de la Propiedad Intelectual, en 2024, Turquía se ubicó en lugar 37 en innovación entre 133 países del mundo, mientras que en 2023, ocupó el lugar 39 y en 2022, el lugar 37.

## Deportes
El deporte más popular en Turquía es el fútbol. Entre los equipos más laureados se incluyen Galatasaray, Fenerbahçe, Beşiktas y Trabzonspor. En 2000, el Galatasaray cimentó su papel como un importante club europeo al ganar la Copa de la UEFA y la Supercopa de Europa. Dos años más tarde la Selección de fútbol de Turquía terminó tercera en la Copa Mundial de Fútbol de 2002. El equipo nacional turco también llegó a la semifinal de la Eurocopa 2008. En 2013 el Fenerbahçe alcanzó la semifinal de la Europa League. En los últimos años varios jugadores de fútbol turcos como Hakan Şükür, Arda Turan, Tugay Kerimoğlu, Hakan Çalhanoğlu, Mesut Özil, Emre Belözoğlu, Okan Buruk, Nuri Şahin, Hamit Altintop, Nihat Kahveci, Arda Güler han jugado en grandes clubes de fútbol de Europa. Otros deportes como el baloncesto, el voleibol y el automovilismo (tras la inclusión del Circuito de Estambul en el calendario de la Fórmula 1) también han pasado a ser populares recientemente. El equipo nacional de baloncesto quedó segundo en el EuroBasket 2001 y en el Mundial de 2010, ambos eventos celebrados en Turquía, mientras que Efes Pilsen S.K. ganó la Copa Korac en 1996, quedó segundo en la Copa de Europa de 1993, y ha llegado a la final de la Euroliga en 2000. Así mismo, el Fenerbahçe ha jugado la final de la Euroliga en 2016 y ha conseguido ganar esta competición un año más tarde, en 2017. Jugadores de baloncesto turcos también han tenido éxito en la NBA. En junio de 2004, Mehmet Okur ganó el Campeonato de la NBA con los Detroit Pistons, convirtiéndose en el primer jugador turco en ganar un título de la NBA. Otro jugador turco con éxito en la NBA es Hidayet Türkoğlu, distinguido como el Jugador con mayor progresión de la NBA en la temporada 2007-08.
El deporte nacional turco tradicional ha sido el Yağlı güreş (Lucha Libre engrasada) desde los tiempos otomanos. Estilos internacionales de lucha libre regulados por la FILA, como la Lucha libre deportiva y lucha grecorromana son también populares. Otro deporte en el que los turcos han sido exitosos internacionalmente es la Halterofilia; tanto hombres como mujeres, han roto numerosos récords mundiales y ganado varios títulos de campeonatos europeos, mundiales y olímpicos. Naim Süleymanoğlu ha alcanzado estatus legendario como uno de los pocos halterófilos que ha ganado tres medallas de oro en tres Juegos Olímpicos.
Juegos Olímplicos
Turquía ha reunido un total de ciento cuatro medallas desde 1908 hasta 2021. La mejor participación de Turquía en los Juegos Olímpicos fue en Tokio 2020, donde obtuvo trece medallas.
| N.º Juegos de Verano | Oro | Plata | Bronce |     | N.º Juegos de Invierno | Oro | Plata | Bronce |   | N.º Juegos Total | Oro | Plata | Bronce |     |
| -------------------- | --- | ----- | ------ | --- | ---------------------- | --- | ----- | ------ | - | ---------------- | --- | ----- | ------ | --- |
| 23                   | 41  | 26    | 37     | 104 | 17                     | 0   | 0     | 0      | 0 | 40               | 41  | 26    | 37     | 104 |